# 日本手話
日本手話（にほんしゅわ）、JSL（英: Japanese sign language）とは、手話の1つ。文字を持たない言語である。伝統文化的手話・ろう者的手話・慣習的手話ともいわれる。日本において、ろう者の両親を持つろう者や、幼児期に一部の私学ろう学校に就学したろう者の言語である
。

## 歴史的な記述
他の多くの手話言語同様、日本手話もまた文字を持たない無文字言語である。手話などの視覚言語は音声言語とは違い文字による記録が出来ないため、動画によって手話表現を記録できるようになったのが近年になってからであることもあいまって、日本手話に関する最古の記録を見出すことは現実的に難しい。
現在確認できる最も古い日本手話（の原型）の記録とされているのは、古河太四郎が1878年（明治11年）に開設した京都盲唖院に関するものである。そこでの教育は「それまで古河が実践してきた自然的身振りをもとにした手勢法（手真似）で行われ」とあり、創立時の31名のろう生徒のコミュニティで、少なくとも日本手話の原型と言えるコミュニケーション方法が用いられていたことがうかがえる。
ただし、それ以前にろう者（聾唖者）の存在をうかがわせる記述や絵画資料から、手話がさらに古い時代に使われていた可能性も指摘されている。
その後、1923年（大正12年）の聾唖学校令以降に手話を使わない口話法が普及し、日本手話の「苦難の歴史が始まった」。他の言語と同じような多様性（地域・世代に関連するものや言語接触の影響と思われるもの）を見せながら、140年以上たった現在も、日本手話はろう者のコミュニティで維持されている。
台湾手話は日本手話から大きな影響を受けているが、他の手話からの影響も同時にあり、独自の発展を見せている。韓国手話についても同様の経緯があるが、日本手話の影響がどの程度あったかは不明であるとされている。日本による統治（日本統治時代の朝鮮、日本統治時代の台湾）の影響であると考えられている。これを支持する学者はこれらは同じ「日本手話語族」であると主張している。

## 言語学的な概観
日本手話は、日本語とは全く異なる言語学的特性を備えている。
（それに対して、日本語対応手話は、日本語の通りに口を動かしながら手話単語を並べるものであり、文法は基本的には（音声言語・文字言語の）日本語のそれと同様のものである）。
末森(2017)は、日本手話という用語に見られる「手話」は個別言語としての狭義の手話、日本語対応手話という用語の「手話」は手指媒体を用いる意思疎通手段を意味する広義の「手話」を指しており、この「手話」という用語の多義性ゆえに、日本手話と日本語対応手話をめぐる議論が「不毛なものになっている(p.260)」と指摘している。。
アメリカ手話については、聴者のジェスチャー・アメリカのろう者の手話表現・フランス手話が接触して生じたクレオールであると主張されている。日本手話でも聴者のジェスチャー由来と思われる表現（OKなど）は散見されるが、少なくとも140年を越えるその歴史的な側面を扱った文献では、他地域で確立された手話との重大な接触は報告されていない。
しかし、手話言語全般に関して、ジェスチャーがクレオール化して発生したものであるという趣旨の論考が広まりつつある
日本手話は、手や指、腕を使う手指動作だけでなく、非手指表現（NMM、NMs, NM表現ともいう）と呼ばれる、顔の部位（視線、眉上げ・眉寄せ、目の見開き・細め、頬を膨らませたりすぼめる、口型や口の半開き、舌出し、首の傾きや首ふり、あご引き・あご出しなど）が重要な文法要素となっている。
語順はSOV型であるとされる。主語または目的語が動詞を表す手の空間的位置で表される一致動詞と呼ばれる動詞タイプがあり、それを手話の文法的な一致とみなすかについては異なる見解が存在する。
平叙文・疑問文・否定文・条件文など、音声言語に標準的にみられる構文が存在するが、その文法的特性は非手指表現によって示されることが多い。
また、手話特有の構文としてCL構文と呼ばれるものがある。CLとは「ものの動きや位置、形や大きさなどを、手の動きや位置、形に置き換え」るものでありひとつの手話表現で音声言語では複数の文で表現される量の情報が表される。市田(2005)は、手話の図像的な形式がCLと呼ばれると述べている。
以前は、（音声言語・文字言語の）日本語と異なる言語であることや、いわゆる音声言語でも文字言語でも（あるいは、口頭言語でも書記言語でも）ない、といったことを理由に、手話言語は音声言語を対象とする言語学とはまったく異なるアプローチで研究されるべきであるという主張もあった。しかし実際には、手話言語にも母語話者による容認性の判断を得ることは可能であり、他の自然言語と同じ手法を用いた研究がなされている。
たとえば似ている手話表現同士は「発音が似ている」ととらえられる。手話の「音」の要素を研究対象とする手話音韻論においては、手話の音素（おんそ、音の要素）は「手型」「位置」「動き」であり、音声言語と同等の弁別性が観察できる。この3つに加えて「手のひらの向き」にも弁別性が見られるという指摘もある。

## 語彙のタイプ
他の自然言語同様、日本手話には特に語源を持たない語が多く存在する。例えば「わからない」「自然」「かまわない」などの手話表現は、見るだけで意味を推測することは容易ではない。
手話には文字がなく（無文字言語）、記録動画の作成が可能になったのも近年であるため、歴史言語学の手法などを用いて「語源」を見出すことは現実的に難しい。
手話表現の「語源」と言われるものの多くは、個人のコメントであったり、学習者の暗記を容易にするため人工的に考案されたものである。
ただし、手話言語の特性として、下記のように、表したいもの形状や性質を表すCL表現・ジェスチャー・指文字・数字を取り入れた手話表現も多くみられる。
1. 表したい物（道具，食材，物体など）を取り扱っている様子（CL表現）が関連しているもの。
2. 人のや動物の動きが関連しているもの
3. 表したい物の形が関連しているもの
4. 指さし・手で触れる動作が関連しているもの
5. 手指を何かに見たてたもの（CL表現含む）
6. 指文字が関連しているもの
7. 漢字，マーク，デザインが関連しているもの
8. 数の表現が関連しているもの
9. キュード・スピーチ（英語版）[18][19][20][21][22]と関連しているもの
10. CL表現の組み合わせ

## 画像を用いた具体例

### 表したい物（道具，食材，物体など）を取り扱っている様子（CL表現)が関連しているもの

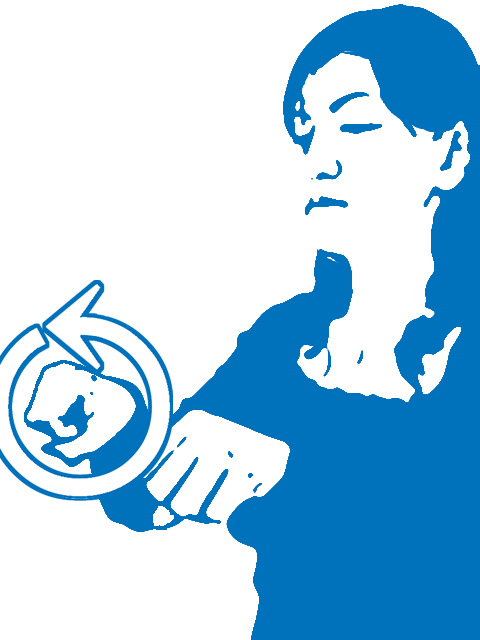
バイク。オートバイのハンドルを握り、右手でアクセルを操作している様子。
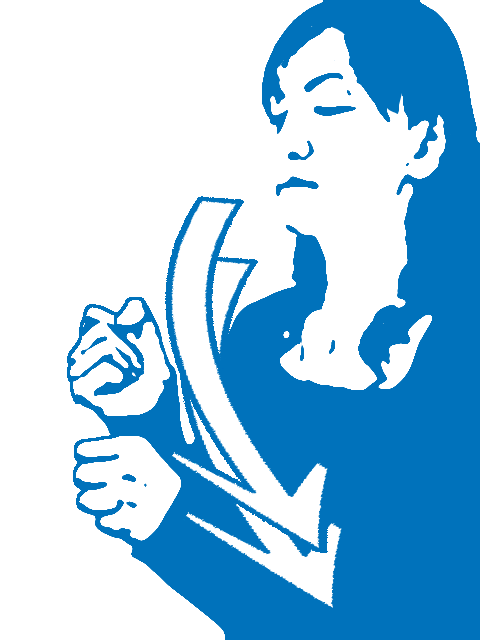
掃除。ほうきの柄を握っている様子。
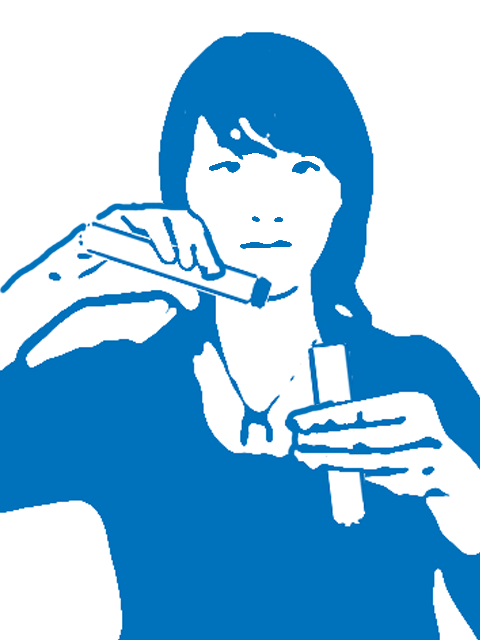
化学：試験管の取り扱いから。

### 人や動物の動きと関連しているもの

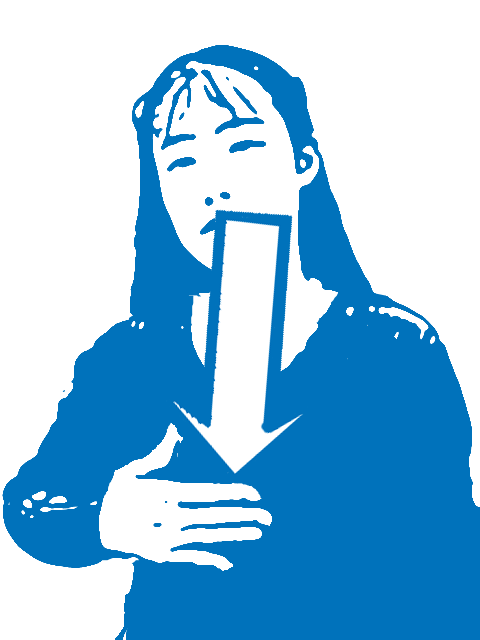
分かる：ほっと胸をなでおろす動作から。
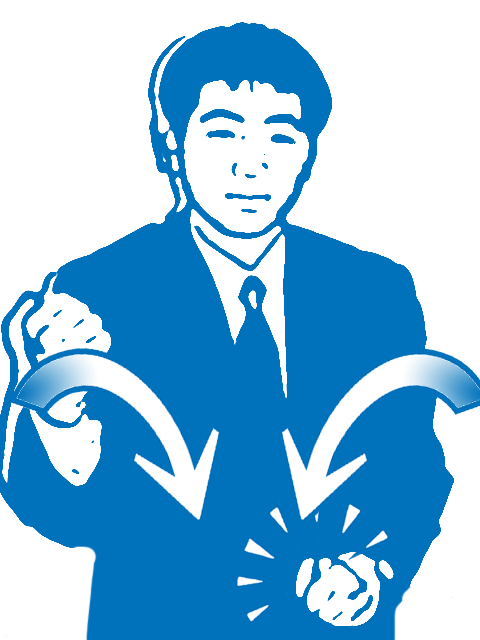
タヌキ：こぶしで腹をたたく動作から。
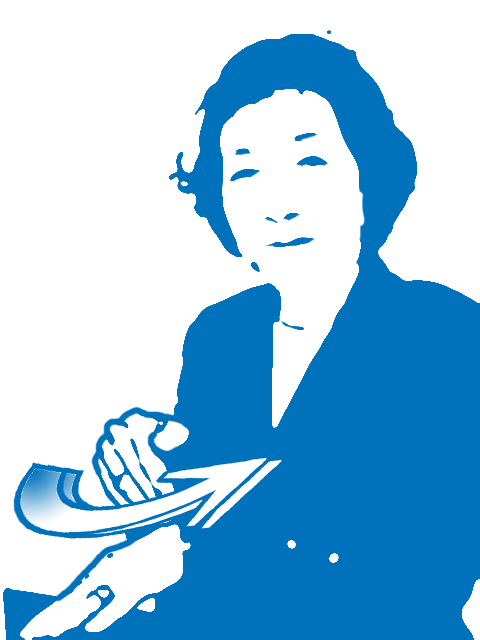
サル：手の甲を掻いているところを示す。
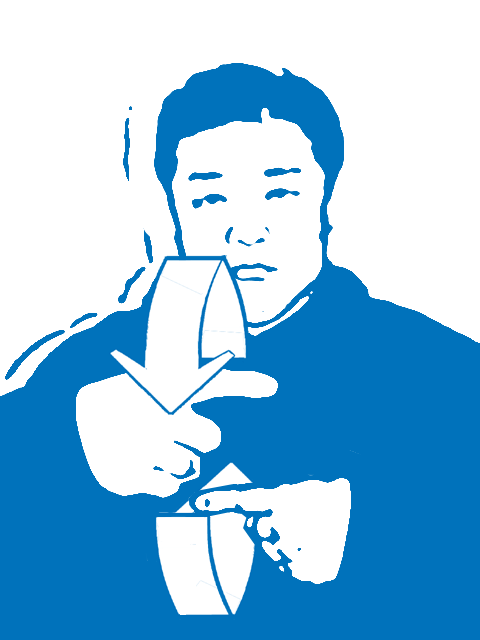
手話：手を動かしているところ。

### 表したい物の形が関連しているもの（CL表現含む）

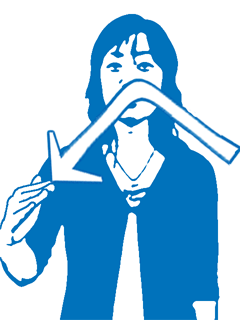
山
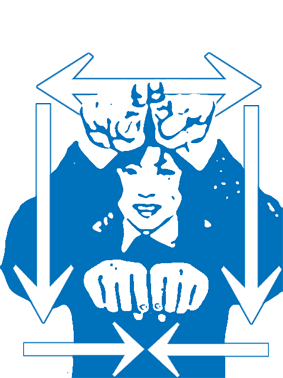
用紙
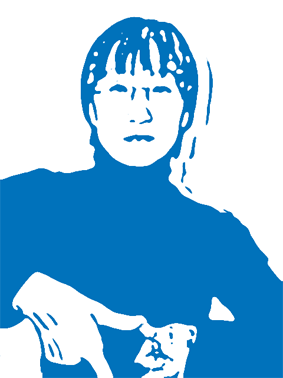
日本：地図上の日本の形を描く
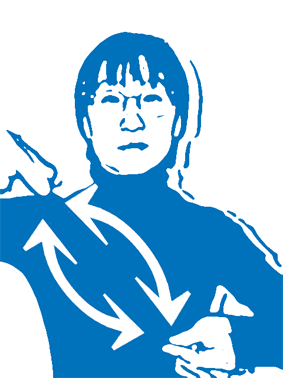
日本（続き）
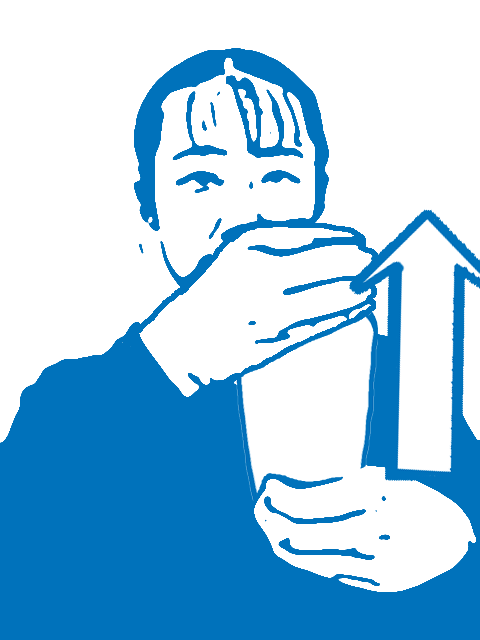
コップ：立体を描いている例

### 指さし・手で触れる動作が関連しているもの

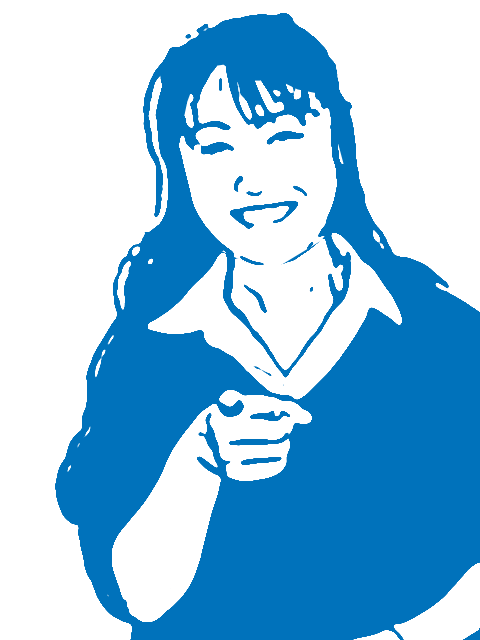
あなた
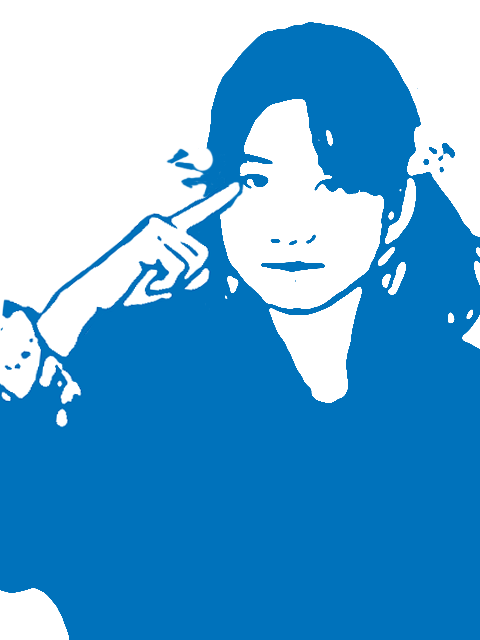
目
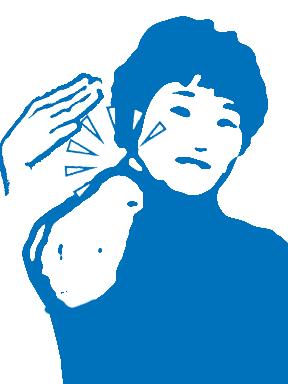
首：手の平で首を軽くたたくことにより指し示す。必ずしも人差し指によらない例。
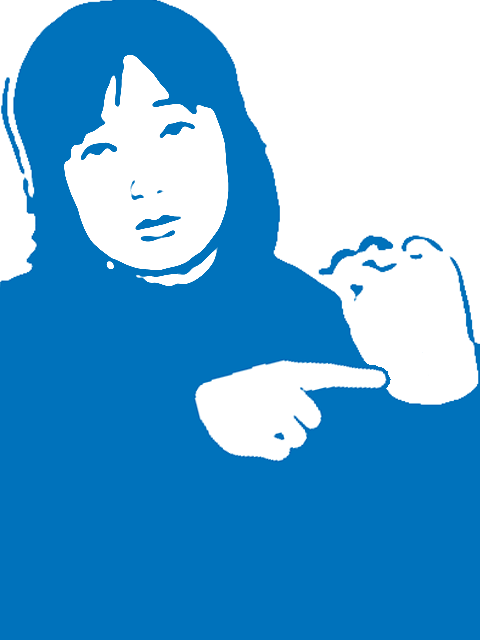
手首：同様に体の各部位を示すのはこれらの方法によるものが多い。
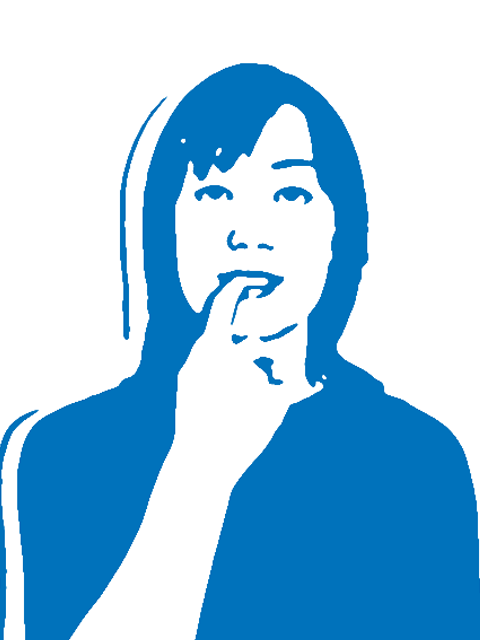
白：歯の白を示す。
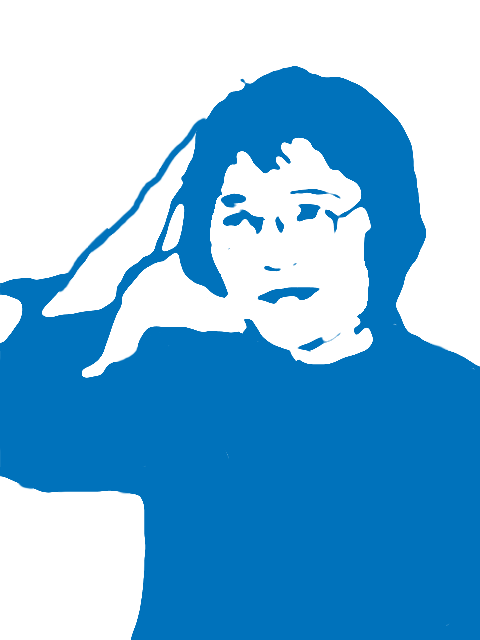
黒：髪の毛の黒を示す。サイナー（手話をする人）が白髪でも，なくても「黒」の意となる。

### 手指を何かに見たてたもの（CL表現含む）。

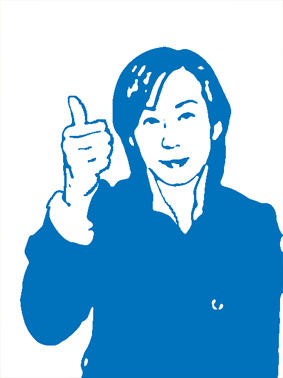
男
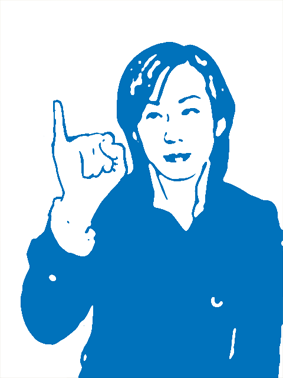
女
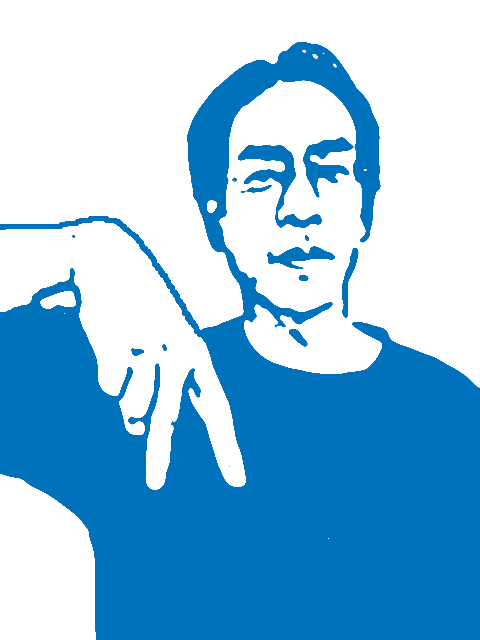
歩く・立つなど、人の体を表す全体CL。
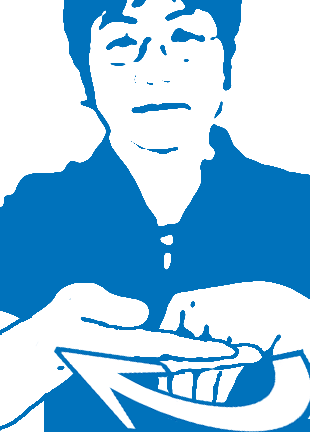
島-湾曲させ伏せている手が「島」。その周りに反対の手で「海」が表現されている。
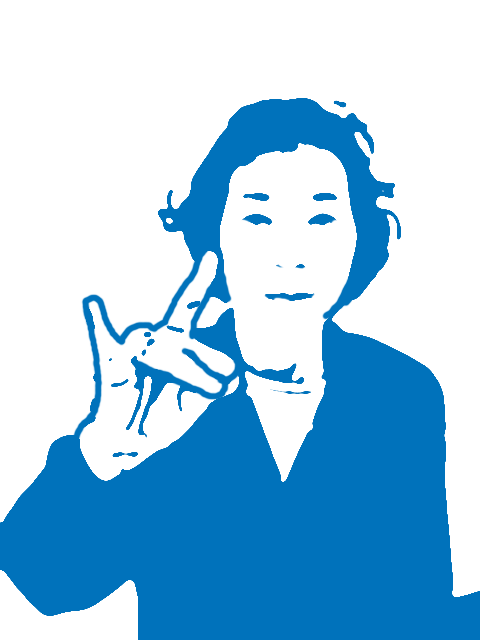
キツネ

### 指文字が関連しているもの

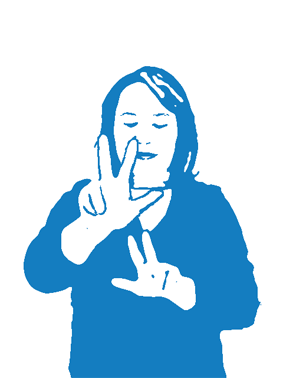
ルール:ルール
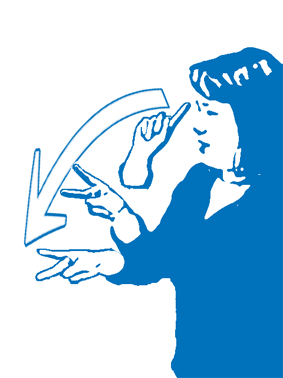
ソニー：指文字「ソニー」から変化。
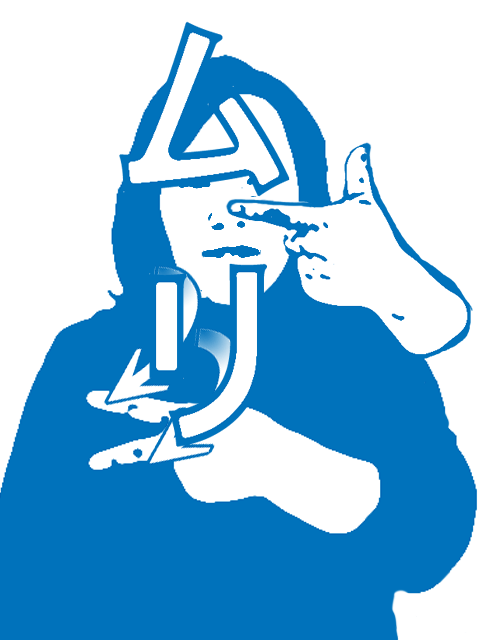
無理。ここに示された例とは別に、２つの指文字が音韻的に融合して一つの手話表現になったバージョンもある[出典2]
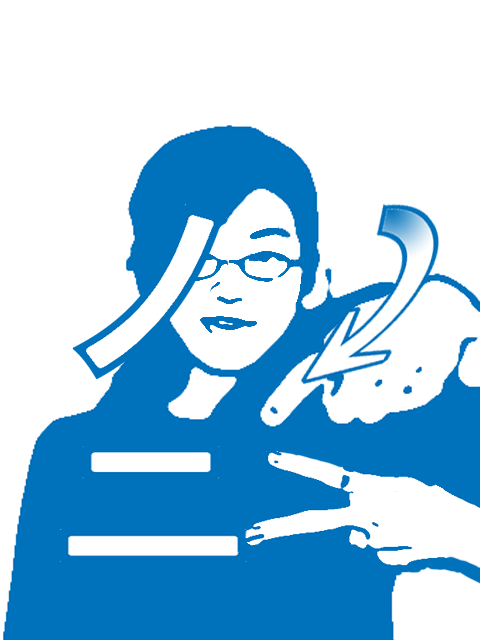
〜なのに：指文字で「のに」。

### 漢字，マーク，デザインが関連しているもの

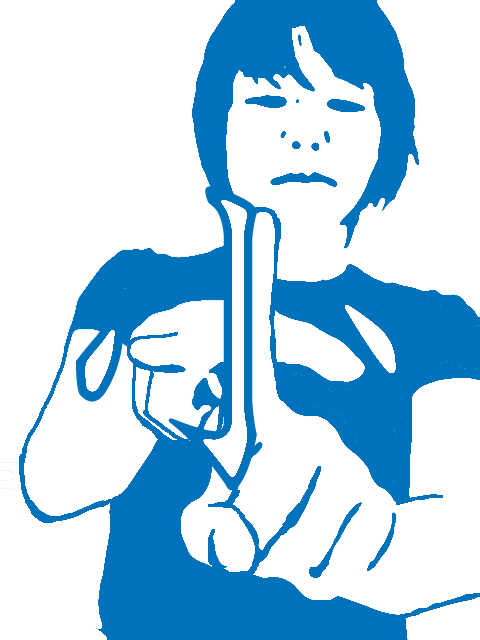
小:「小さい」という意味はなく地名，人名の「小」。
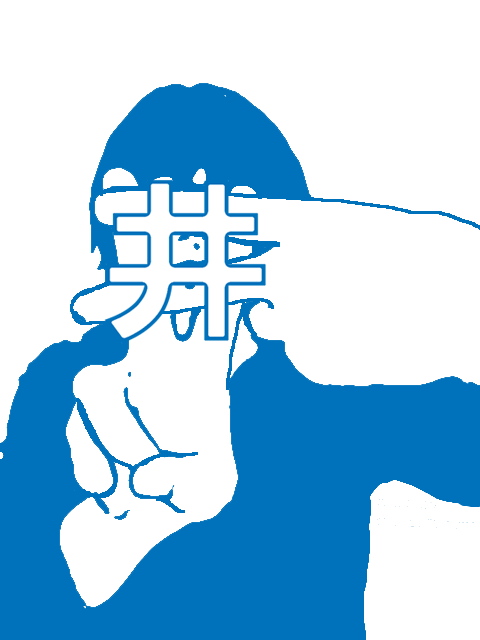
井:「井戸」という意味はなく地名，人名の「井」。
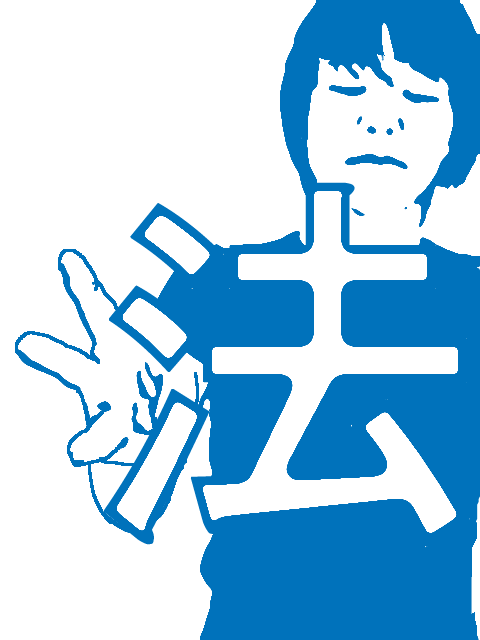
法人：漢字の“さんずい”を表現。地，人名の「法」でなく，この手話だけで「法人」という意味。反対の手の平にさんずいをあてる方法もある。
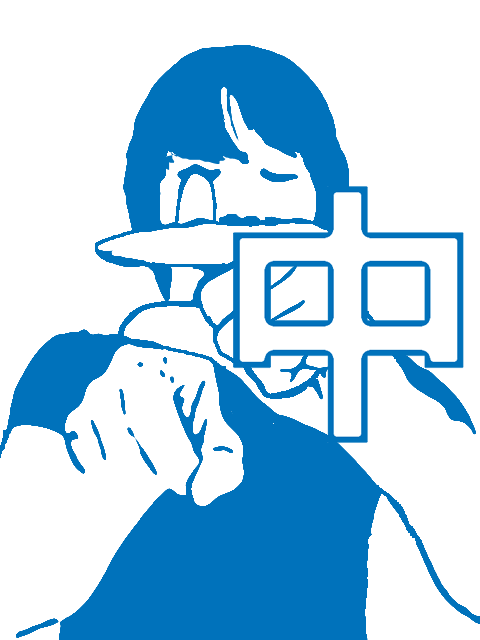
中:「〜しているところ」という進行相の表現。さらに，地名，人名の「中」としても使用できる。
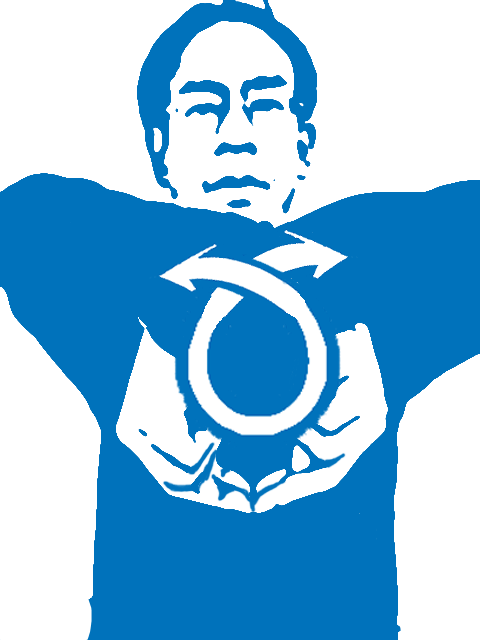
NTT:二指でNTTのマークを描く。
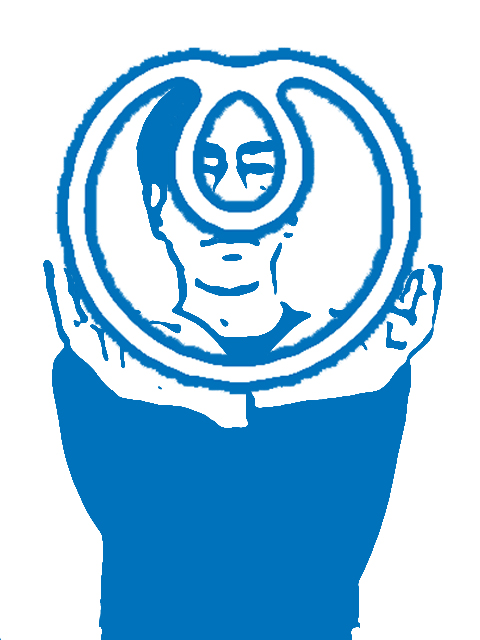
NTT（続き）
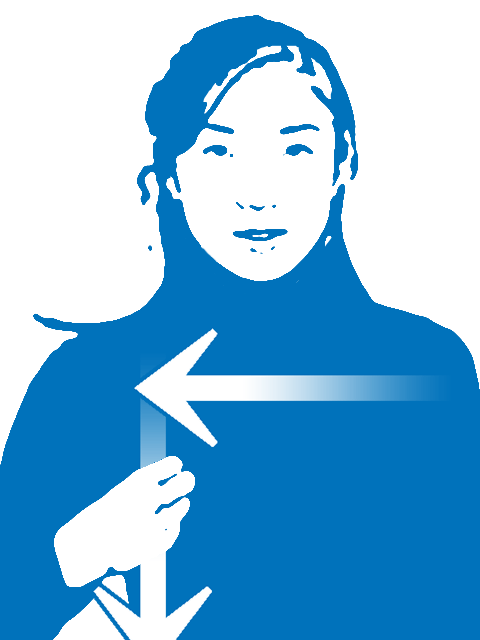
中国:指文字「も」の手型を作り、図のように動かす。
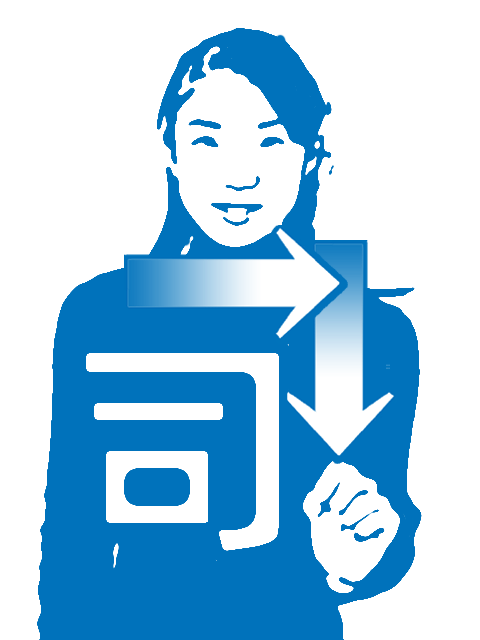
司会:指文字「も」と同じ手型を作り、漢字「司」の一部を描く。

### 数の表現が関連しているもの

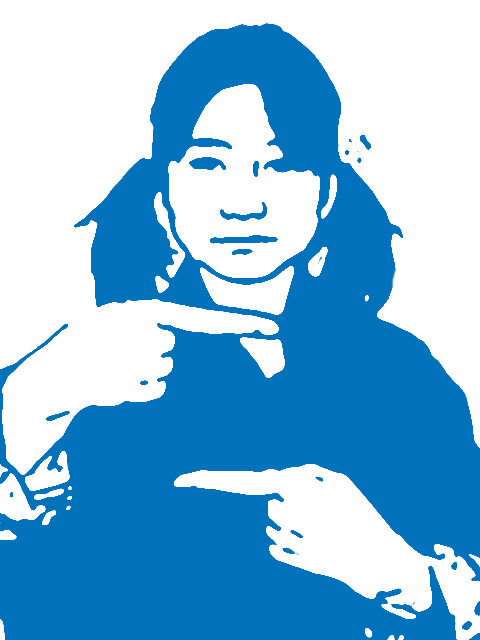
正月：一月一日。両手で「一」「一」を表現。
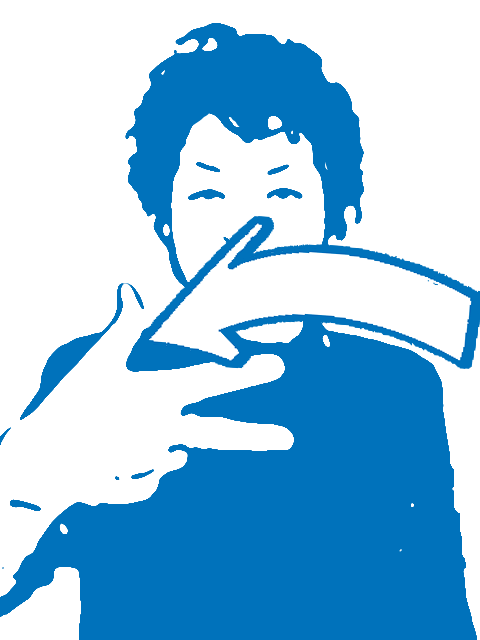
一週間：数字の「7」を横に移動させる。
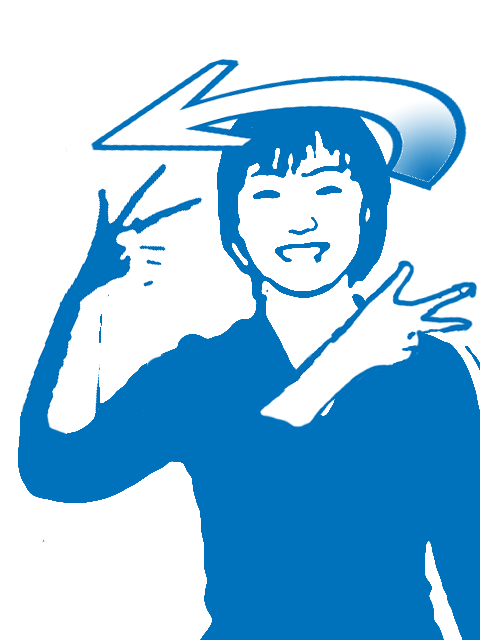
虹：数字の「7」を上方にアーチを描くように動かす。
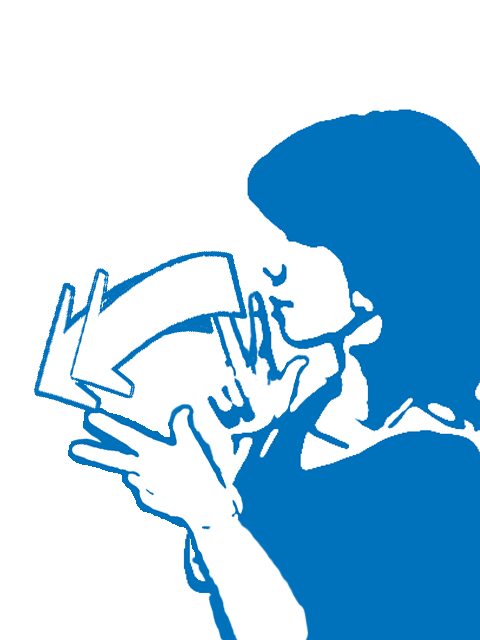
七夕（一部の地域）：両手で「七七（7月7日）」を示し，前方におろす。両手で「７」の数字を表すだけの表現もある。

### キュード・スピーチと関連しているもの

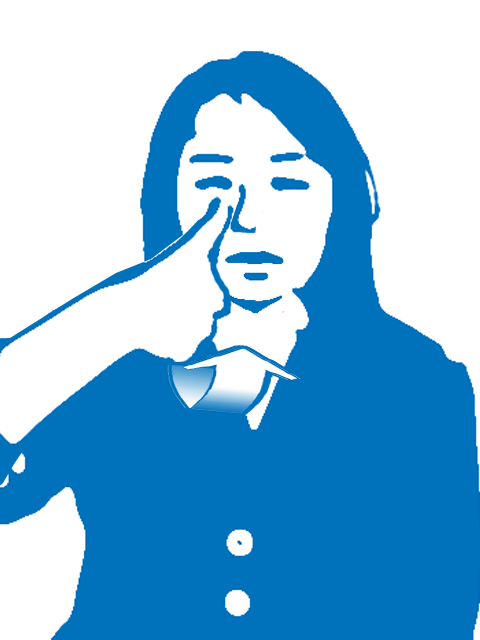
まあまあ（一部の地域）：キュード・スピーチの「マ行」から。ただし、各ろう学校で若干の相違があると言われる。（日本手話で標準的に使われている「まあまあ」は、指文字「も」と同じ手型を、鼻のあたりで手首をひねって小さく動かす表現である。）

### CL表現の組み合わせ

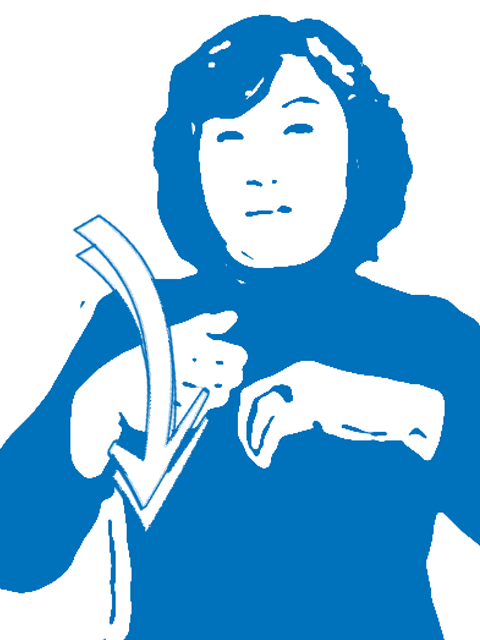
料理：右手の包丁は「意図的に抽象化、意味づけして表現されたもの。手指を何かに見たてる。」、食材をおさえる左手は「物（道具，食材，物体など）を取り扱っている様子が手話化したもの」。
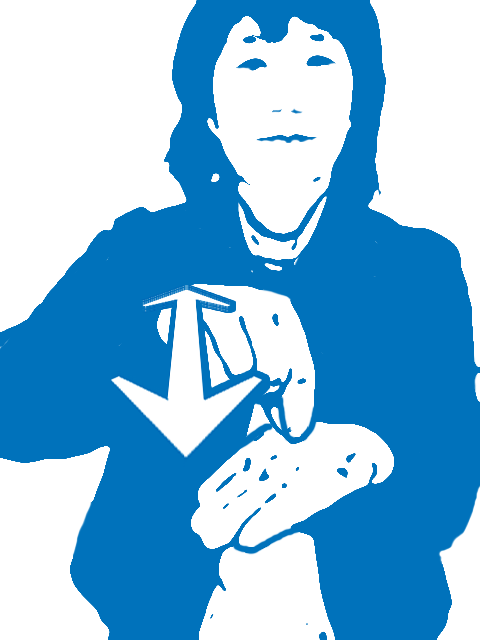
にんにく：左手のおろし金（がね）は「意図的に抽象化、意味づけして表現されたもの。手指を何かに見たてる。」。にんにくを持つ右手は「物（道具，食材，物体など）を取り扱っている様子が手話化したもの」から。

## 文法
平叙文・疑問文・否定文・条件文など、音声言語に標準的にみられる構文が存在するが、その文法的特性は非手指表現によって示されることが多い。

### 非手指表現（NMM/NMS/NMｓ）
日本手話に限らず，世界の手話言語に共通する文法要素としてあげられるのは非手指表現である。NMS(非手指信号・non-manual signals）NMM(非手指標識　Non-manual markers)とも呼ばれる。非手指表現には手や指以外の動き，つまり眉・目・頬・口・あご・肩の動きが含まれる。

#### 平叙文と肯否疑問文の非手指表現
平叙文（へいじょぶん）の際，文末で軽い「うなずき」があらわれる。「〜です」「〜だ」という意味となる。
肯否疑問文（こうひぎもんぶん）（YES-NO疑問文）では、文末に「眉あげ」「目の見開き」「あご引き」のNM表現が付き、「そうなの？」とたずねるような表情となる。「〜ですか？」の意味。
下の画像および説明はその例。
勝ちます：「勝つ」という手話とほぼ同時に“うなずき”の非手指標識があらわれる。「勝つ」「勝ちます」という意味となる。
「勝つ」という手話は両手の親指を伸ばして，利き手を非利き手に軽くあててはじき倒すように動かして表す。

注意:「日本語対応手話」では手の平を下に向け，押し下げるような動き「〜です」が平叙文のマーカーとして用いられるが，日本手話では平叙文の非手指動作「文末のうなずき」がそのマーカーとなる。対応手話の「〜です」と同じ表現は、日本手話では「存在する」「〜がある」の意味で用いられる。
勝ちますか？：「勝つ」という手話とほぼ同時に眉上げと目の見開き、あご引きの非手指動作があらわれる。「勝つ？」「勝ちますか？」という意味となる。

注意:日本語対応手話」では手の平を上に向けて前に出す「〜か」が肯否疑問文のマーカーとして用られるが，日本手話では非手指表現を用いることに注意。

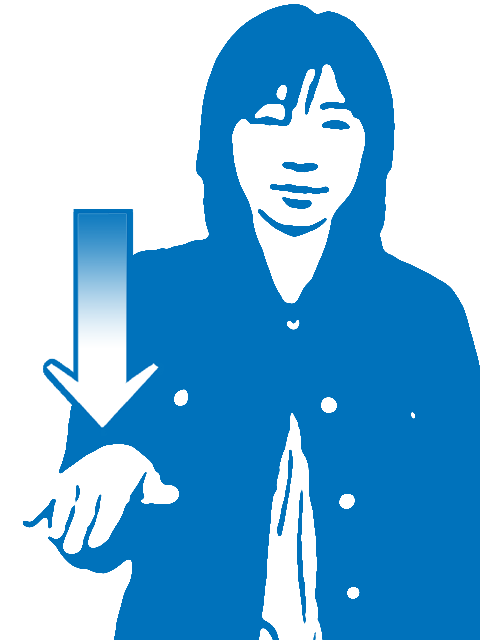
ある:しばしば「です」で用いられるが「ある」の意味に近い
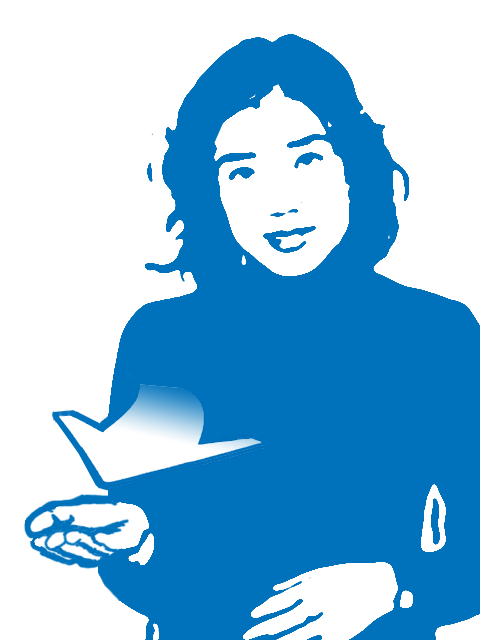
〜か：敬意表現の疑問詞「〜ですか」

#### WH疑問文の非手指表現
WH疑問文（“WHぎもんぶん”），つまり「誰」「何」「どこ」「どうやって」などの疑問詞を用いて、何らかの説明を求める疑問文の非手指表現には、細かい首ふりが必須となる。
「眉上げと目の見開き」または「眉寄せと目の細め」のどちらかが選択される（どちらを選択するかは話者や文脈によって異なるが、疑問文の意味は変わらない）。
下の例のように「名前」という手話とともにこの非手指表現があらわれると「名前は何？」という、説明を求める疑問文となる。

名前は？：名前という手話と共に「首ふり」があらわれる。「名前は何？」という意味となる。

#### 非手指表現-名詞の並列のうなずき
下の画像は名詞ごとにうなずきがあらわれている。このとき各名詞は並列化されている。つまり「赤と紫と黄色と緑」となる。

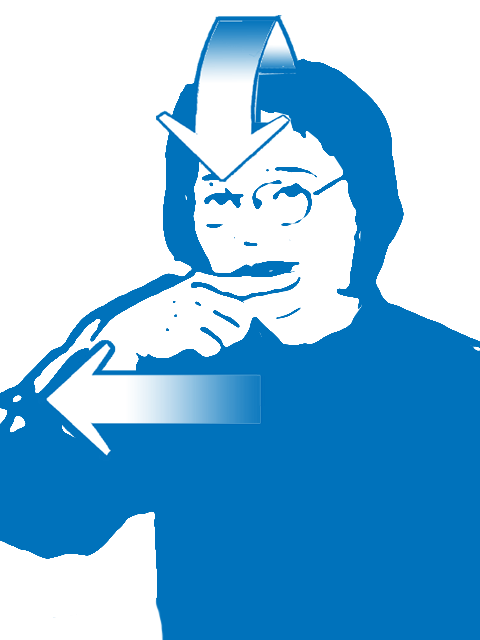
赤，と同時にうなずき
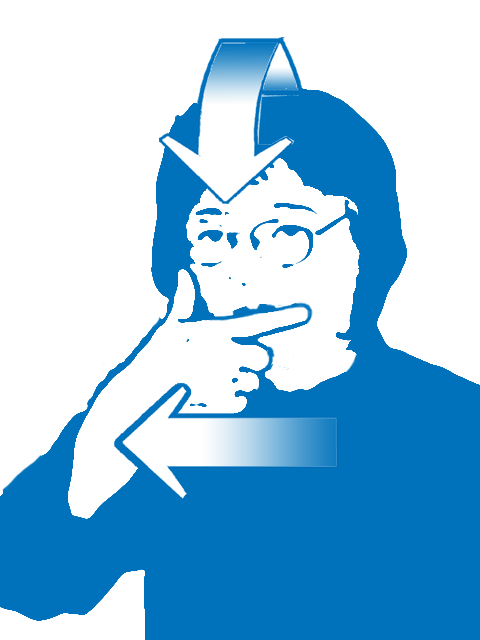
紫，と同時にうなずき
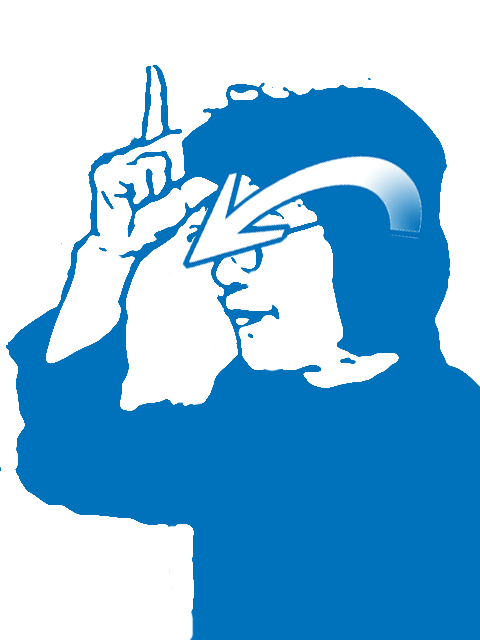
黄色，と同時にうなずき
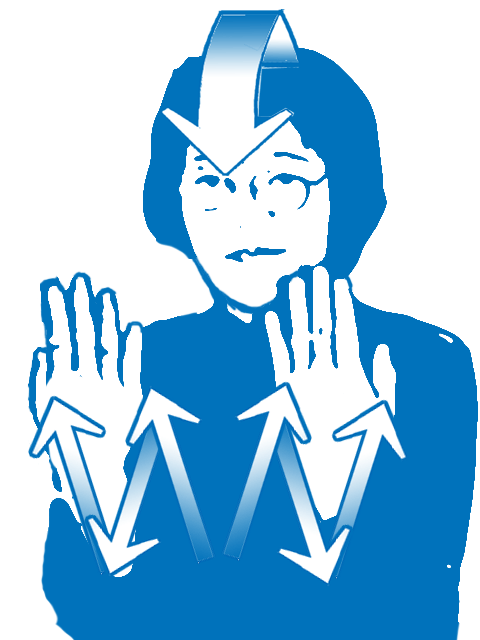
緑，と同時にうなずき

一方，下の画像は二つの名詞ごとにうなずきがあらわれている。この場合，二つの名詞は複合語とみなされる。つまり「赤紫と黄緑」となる。二つの複合語が並列されている。

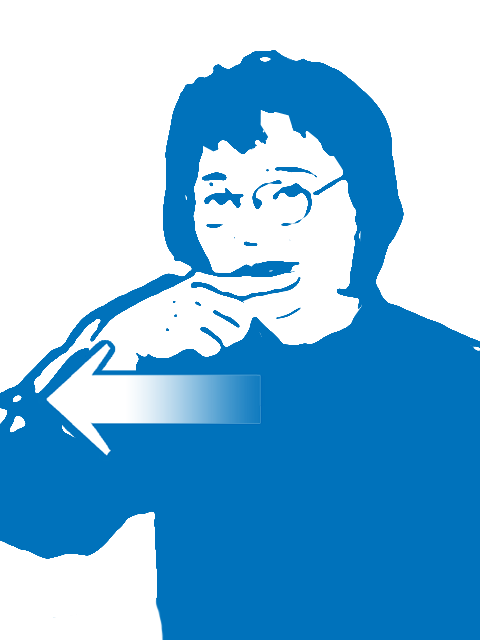
赤，うなずきはない
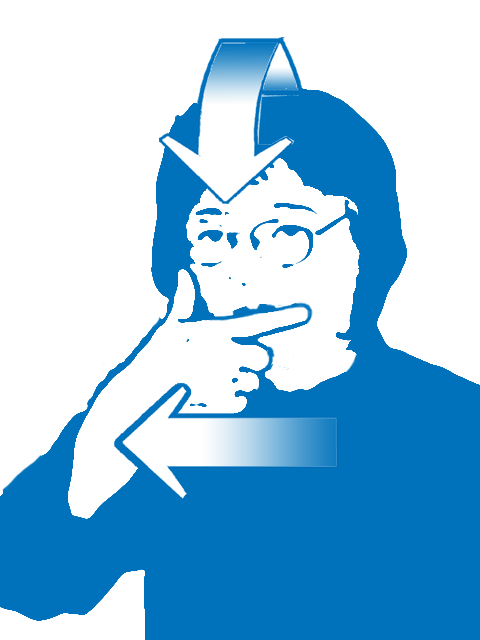
紫，と同時にうなずき
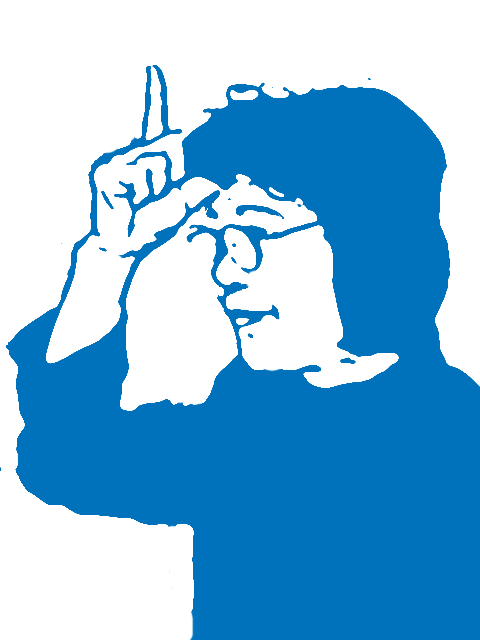
黄色，うなずきはない
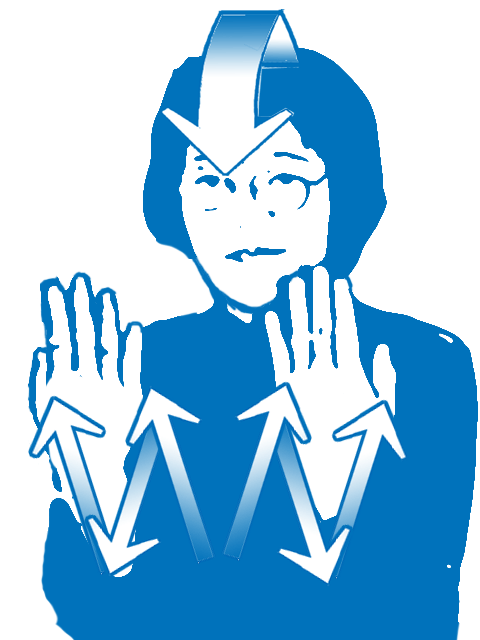
緑，と同時にうなずき

下の画像では，名詞ごとにうなずきがあり，二つの名詞の並列とみなされる。「わたしと父」となる。

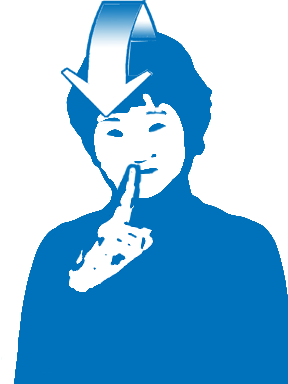
わたし，うなずきが入っている
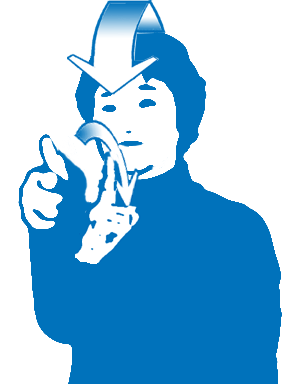
父，同時にうなずきがある

下の画像の場合，二つの名詞はうなずきがなく、一連の表現とみなされる。「わたしの父」となる。この場合は、２つの手話表現は素早い、ひとつの流れで表される。

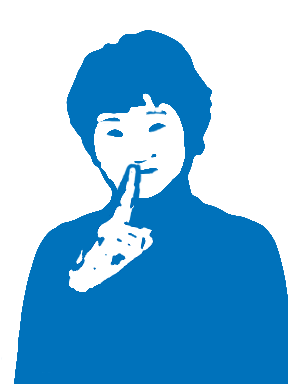
わたし，ここではうなずきが入っていない。
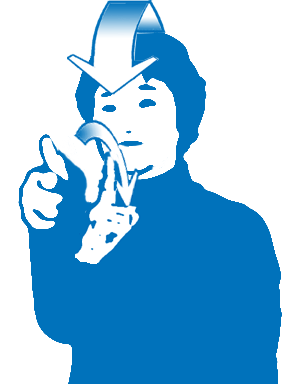
父，同時にうなずきがある

### 口型（口形）
手話口形（しゅわこうけい）とは、手話表現と共に表出される口の形。文法や話者の感情を示すマーカーとして使われ、手話の語彙の一部となっているものもある。
以下は一例であるが、他の用法も多く存在しており、その全体像を示す詳細な記述はいまだ発表されていない。
1. Po(ポ) -「うまく」副詞的な情報を示す。「成功する」という手話表現と共起することも多い。その他の用法もあり、例えば「一体なぜ」という手話表現では必須の口型である。
2. Pa(パ) -　完了アスペクト[4]・「突然〜」副詞的な情報を示す
3. Pa++(パパパパ) -「たくさん〜」副詞的な情報を示す
4. U (ウ) -「〜する」現在形の一部の動詞とともに出現することがある（日本手話には時制表現はみられない[4]）
5. Ta(タ) -「〜した」特定の手話表現とともに、過去完了の相 (言語学)相（言語学）マーカーとして現れる
6. nm（ンm） -「（顔全体のゆるみとともに）問題なく」「（顔に力を入れて）一生懸命[7]」（副詞的なマーカー）

1. Po(ポ)の一例。日本語訳「うまく見えた」-「見る」と同時に口形「Po（ポ）」があらわれる。　

2. Pa(パ)の一例。日本語訳「見た！」-「見る」と同時に完了相の口形「Pa（パ）」があらわれる。文脈によって「見た！」「突然，見えた！」と訳される。　

3，Pa++(パパパパ)の一例。日本語訳「たくさん見（え）た」-「見る」と同時に口形「Pa++(パパパパ)」があらわれる。この口形には「連続して〜」という意味があり、この時には口形と共に手話も小刻みな動きで連続して表される。同じ表現が日本語訳「もう見た見た」という意味で使われることもある。

4，U (ウ)の一例。日本語訳「見る」。「見る」と同時に口形「U (ウ)」があらわれる。一部の動詞と共起するが、必須ではない。（音声）日本語からの影響がうかがえるが、この口型の用法の詳細は明らかではない。

5，Ta(タ）の一例。日本語訳「見た」。「見る」と同時に口形「Ta(タ）」があらわれる。この口形には過去完了相のマーカーの働きがあり，よって「見た」という訳となる。

6，nm（ンm）の一例。日本語訳「問題なく見る」。「見る」と同時に口形「nm（ンm）」があらわれる。この口形には「なんら問題なく〜する」という意味があり，よって「問題なく見えた」，「簡単に見えた」という意味となる。この口形「 n m 」は「んむ」と発音されるというより，単に「ンm」といった「口の形になる」という意味である。口形だけで意味が決まるわけではなく、前に述べたように、顔に力を入れると「一生懸命」という意味になる。
「日本語対応手話」では、上記のようなタイプの口型の代わりに（多くの場合）日本語の通りに口を動かしながら手話表現が補足的に用いられる。

### 一致動詞
手話の動詞の中で方向性のある動きをもつものは「一致動詞 (agreeing verbs)」とよばれる。手を動かす方向によって「誰が」「誰を」のような項の関係が示される。一致動詞が「能動態」「受動態」などを表現すると考える立場もあるが、この現象は限られた特定の動詞にしか見られないこともあり、手話言語に受動態が存在するかについては定かではない。
また、一致動詞が音声言語の一致と同質のものであるかについても議論が分かれている。

一致動詞「見る」

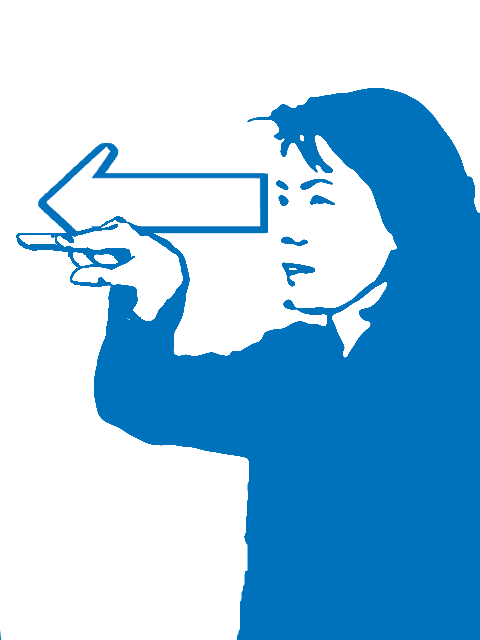
私があなたを見る:人差し指と中指の二指を視線に見立て相手に向かって動かす
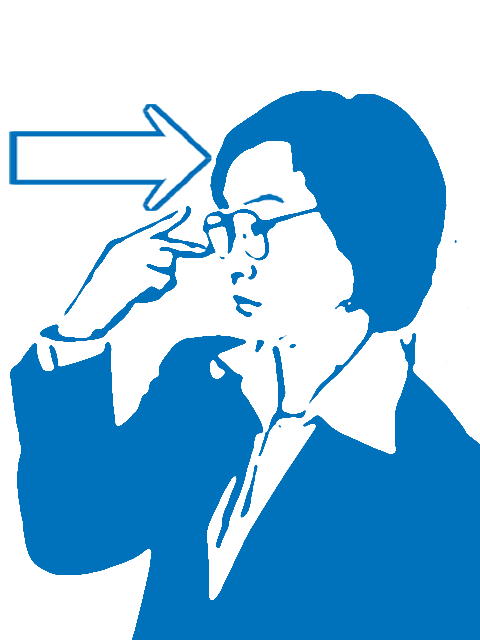
あなたが私を見る：二指を相手から自分に向けて動かす

一致動詞「渡す」「受け取る（渡される）」

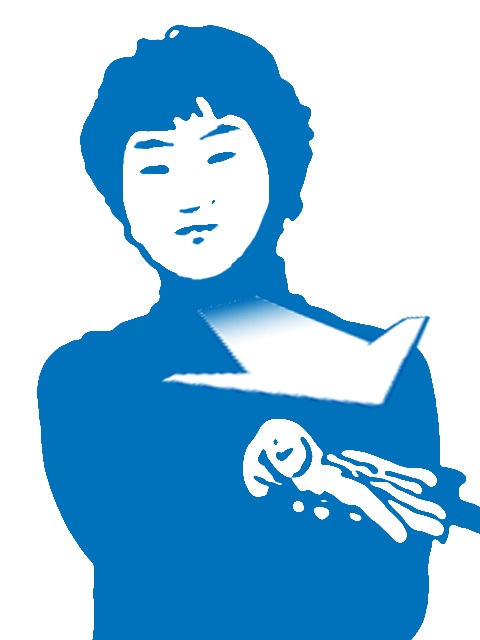
渡す:両手を重ね相手に向かって動かす。
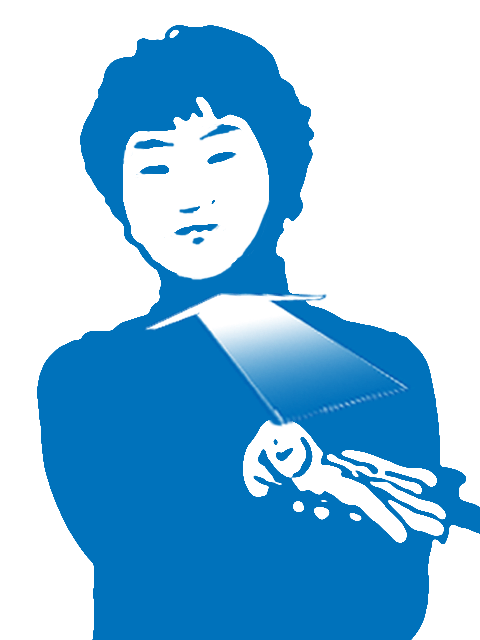
受け取る：手を相手から自分に向けて動かす。「受け取る」「渡される」などの日本語訳が可能である。

一致動詞を動かす方向の違いは「能動態」「受動態」とは関係なく，「私があなたを見る」「あなたが私を見る」というように、人物間の関係を示すものである。

### 相（そう）
相（そう）とは、言語学、文法学上の用語で、動詞の文法カテゴリーの一つであり、動詞が表す出来事の完成度の違いを記述する文法形式のことを言う。出来事を完結したまとまりのあるものと捉えるか、未完結の広がりのあるものと捉えるかによる語形交替などをいい、また出来事が瞬間的なのか、継続的か、断続的か、反覆するのか、やがて終わるのかといった全過程のどの局面にあるのかに着目して区別を行うことをもいう。
日本手話において相の問題は研究途上にある。知られているところでは次のようなものが挙げられる。なお、「鍵カッコ」部分が日本語訳。
1. 歩く（歩く動作を継続する）- 継続相「ずっと歩く」
2. 歩く（歩く動作を断続的にくり返す） - 習慣相「いつも（定期的に）歩く」
3. 歩く（一歩あるく直前でやめる） - 直前相「歩く前にやめた」

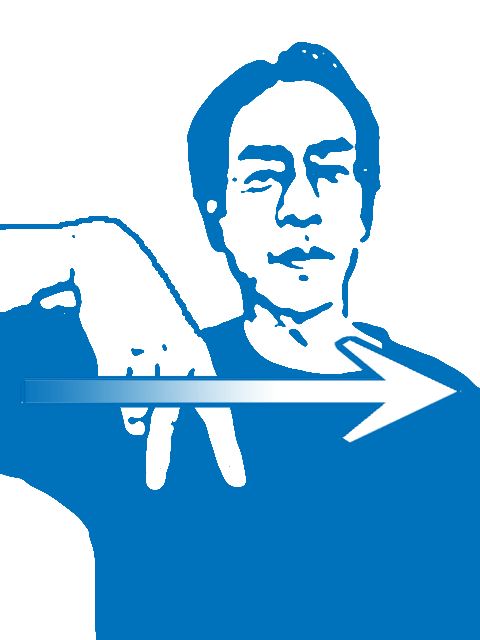
ずっと歩く
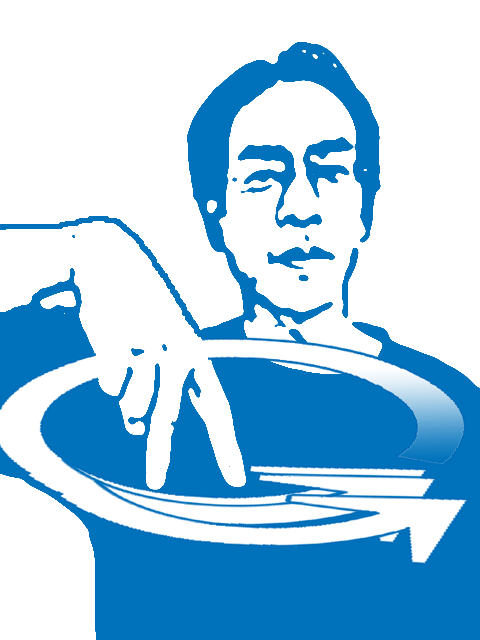
いつも（定期的に）歩く-ループ状にくり返す。
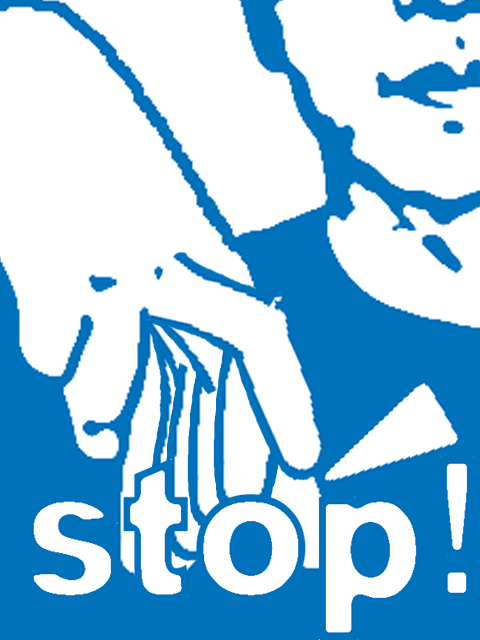
歩く前にやめた

同様に「見る」を小さい動きで繰り返すと「定期的に見る」という「習慣相」となる。

### 男性・女性を表す表現

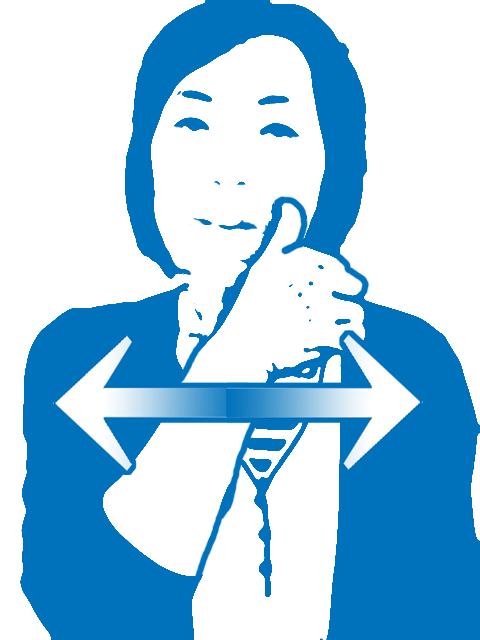
通訳
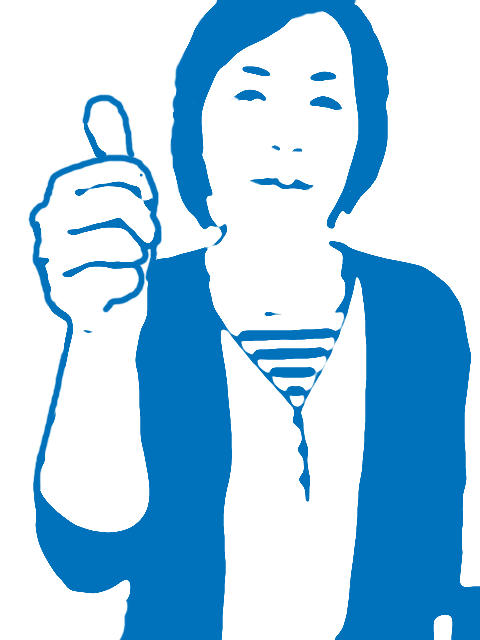
男性：通訳者（男性）

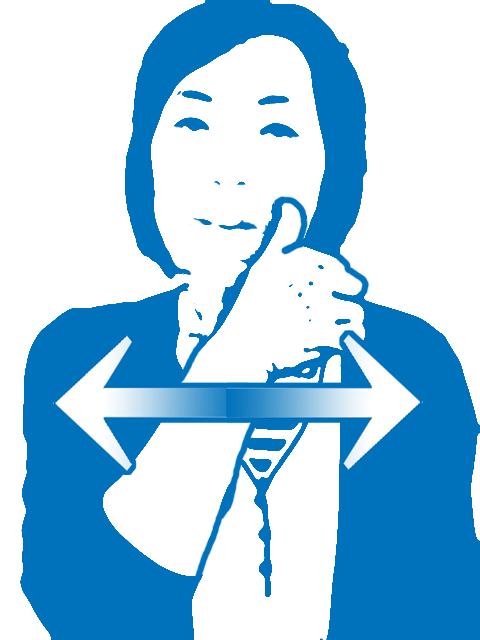
通訳
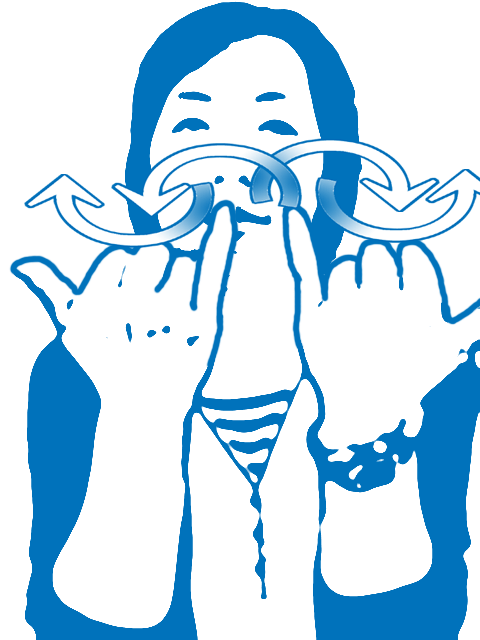
人々：通訳者（複数）

McBurney (2002: 341 注16)は、 日本手話や台湾手話では指す人物の性別によって異なる手型を使い分けるという先行研究の観察を概観しているが、表す人物の男女の区別が任意である（必須ではない）ことから、これらは文法的な「性」には該当しないと結論付けている。よって、異なる手型が示しているのは、生物学的な性と考えられる。複数の人を示す表現もある。

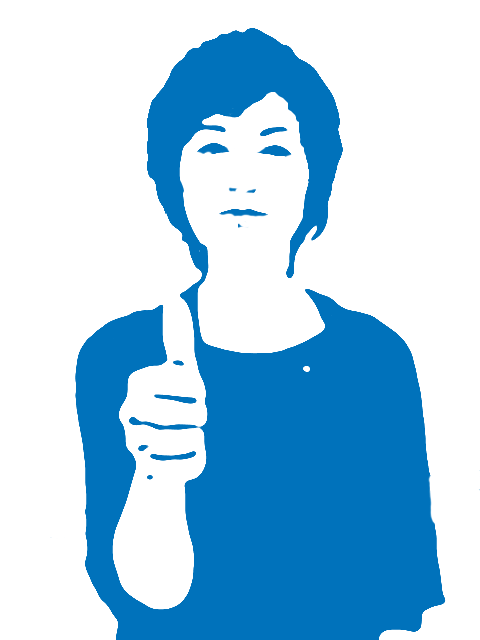
男性
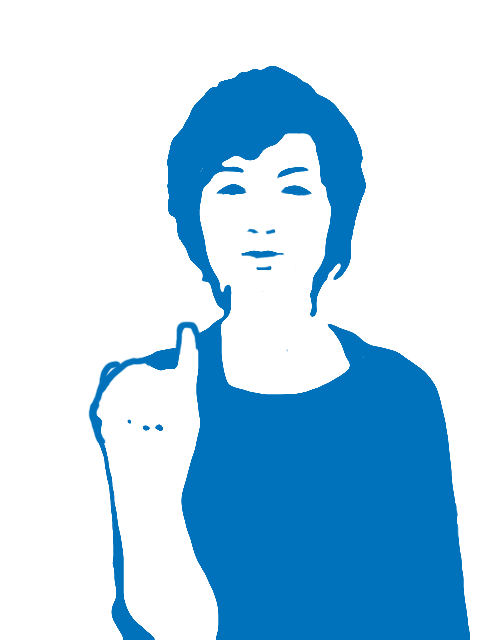
女性
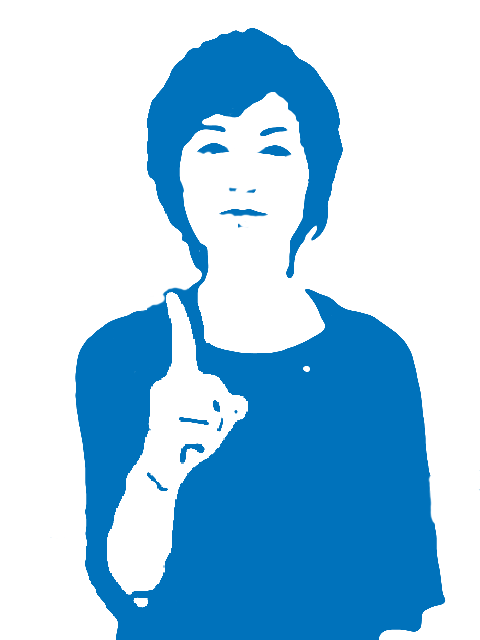
人を表す全体CL

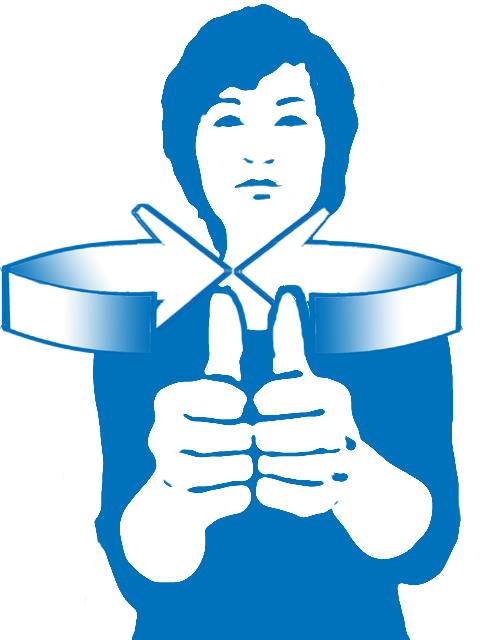
男性たち
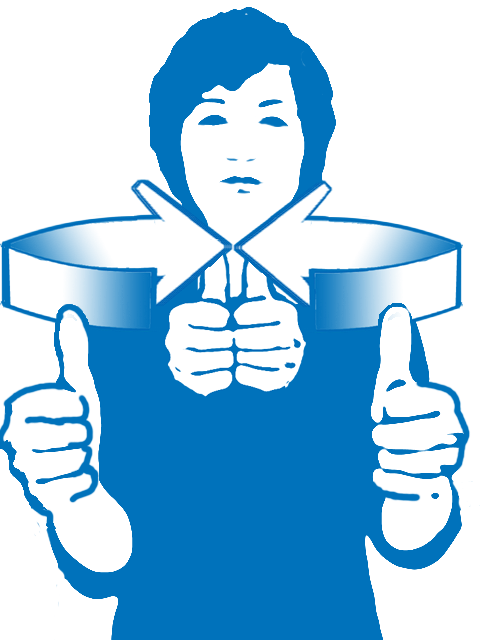
男性たち（続き）
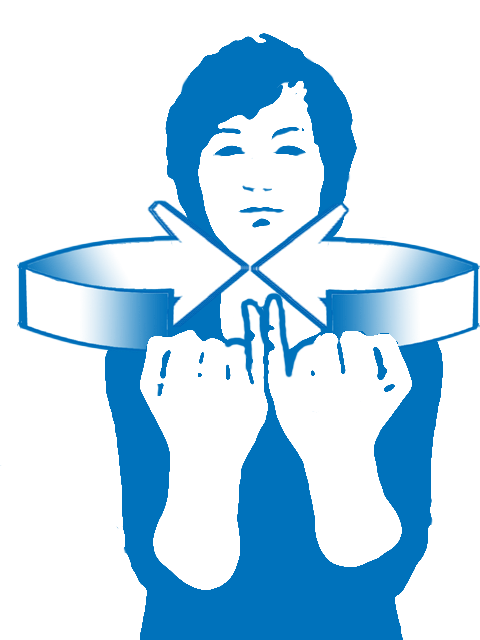
女性たち
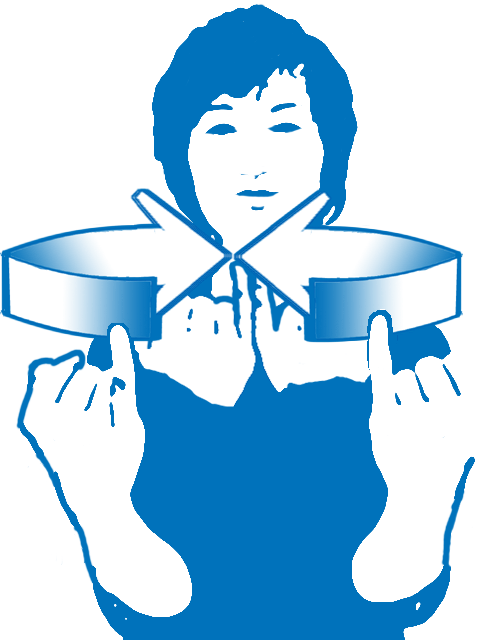
女性たち（続き）
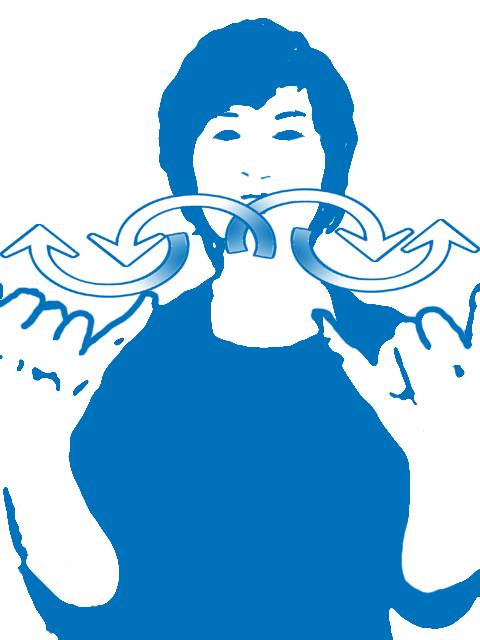
人々
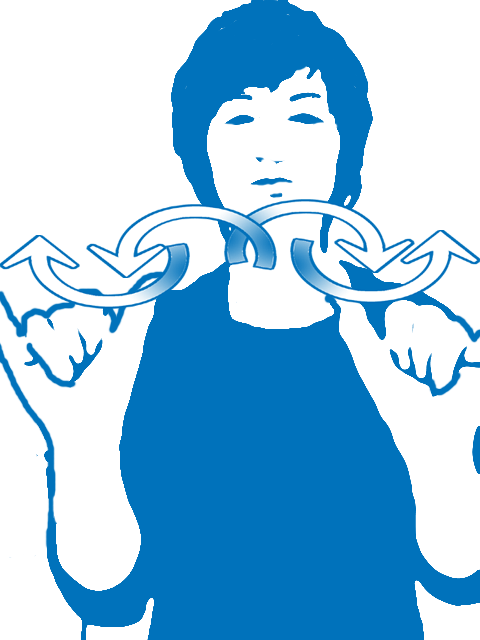
人々（続き）

脈をはかる+世話をする+女性＝看護婦（かんごふ）

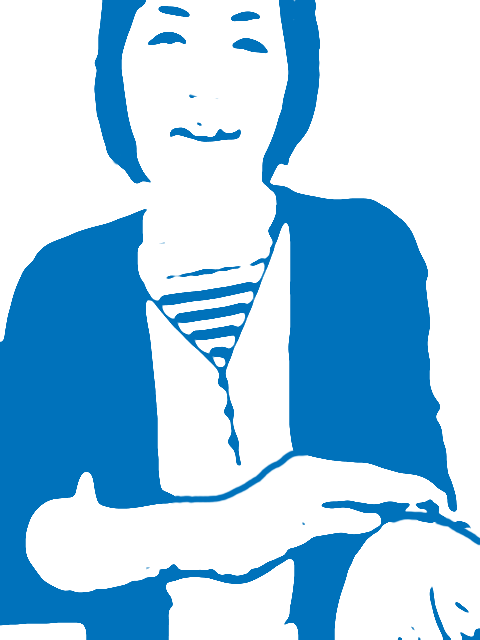
脈をはかる
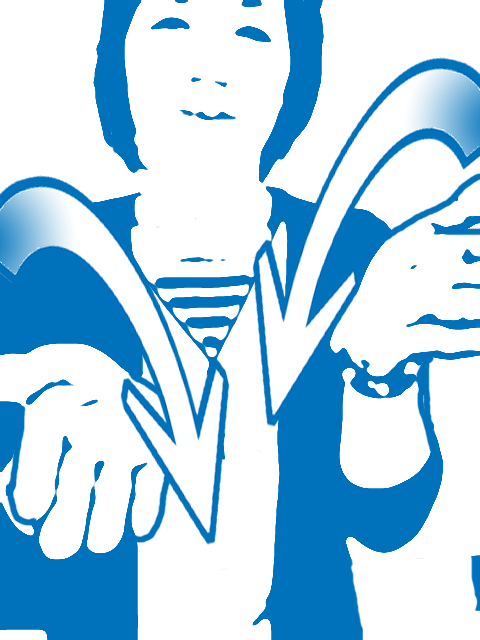
世話をする
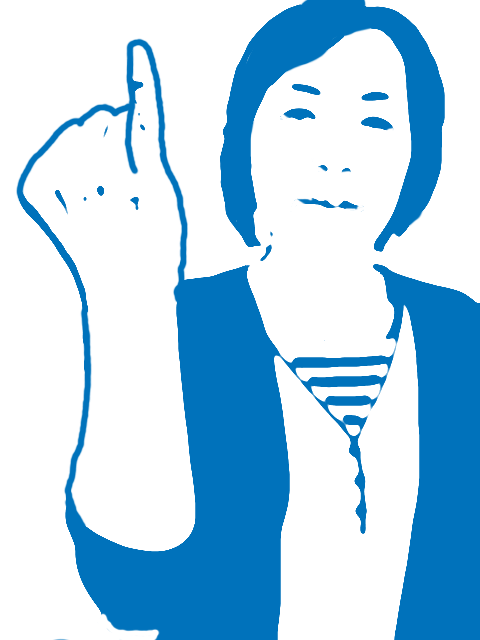
女性

脈をはかる+世話をする+男性＝看護士（かんごし）

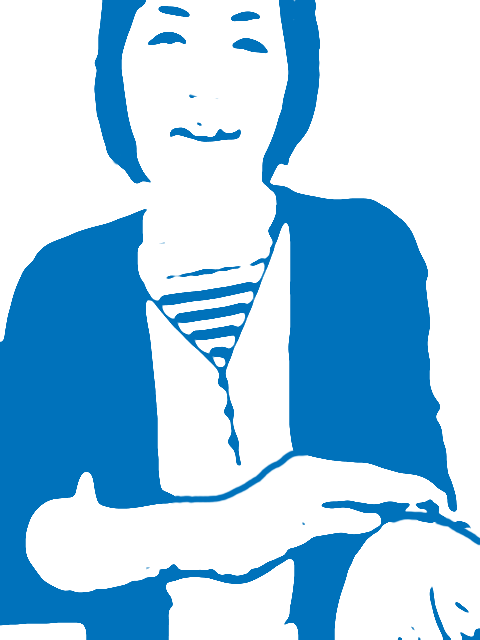
脈をはかる
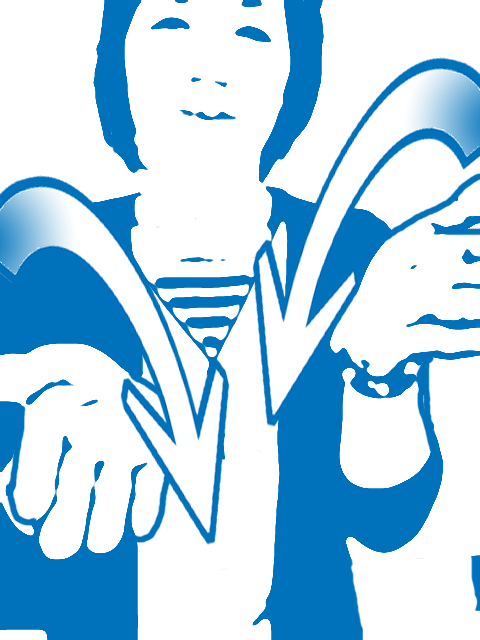
世話をする
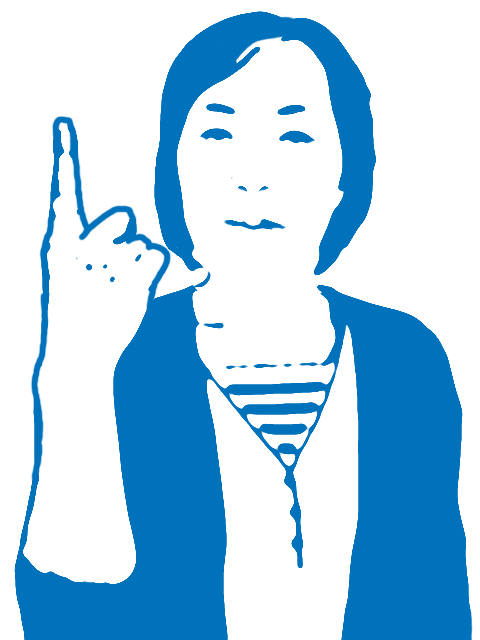
男性

×脈をはかる+世話をする+中性単数＝看護（する人）は用いられない。

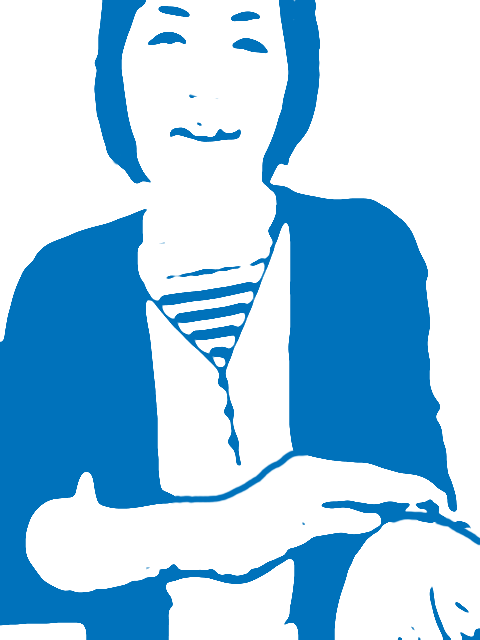
脈をはかる
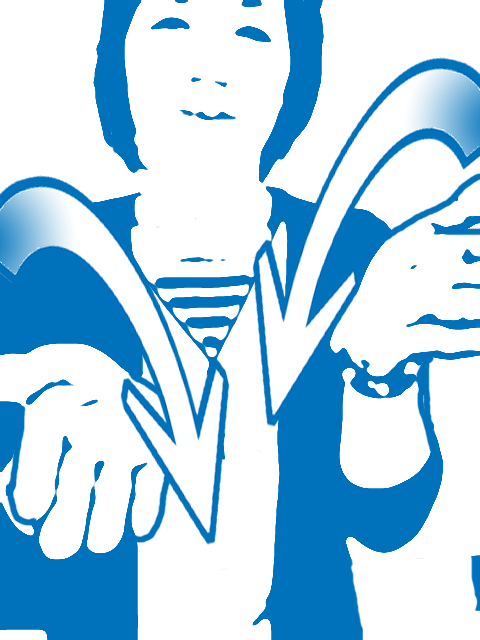
世話をする
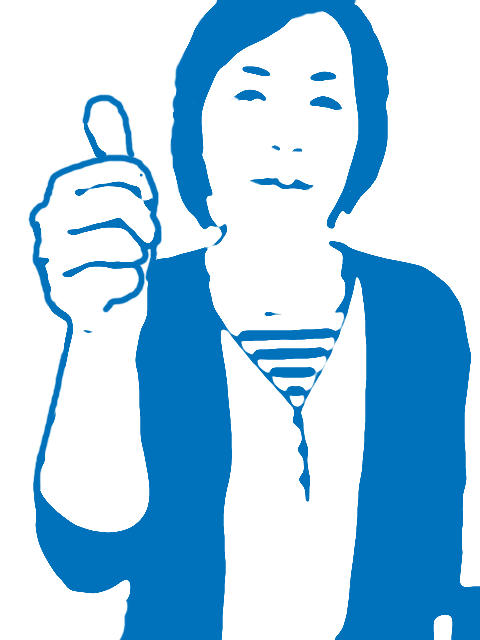
人CL：用いられない

脈をはかる+世話をする+中性複数＝看護師
- 脈をはかる
- 世話をする
- 人々：看護師たち

ただし，現在ではこれらを『看護師』，スチュワーデスを『客室乗務員』と呼ぶ（音声）日本語からの影響で男性，女性を明示しない表現もとられている。下は「看護師」。性については無標。
脈をはかる+世話をする+士＝看護師（かんごし）性については無標。

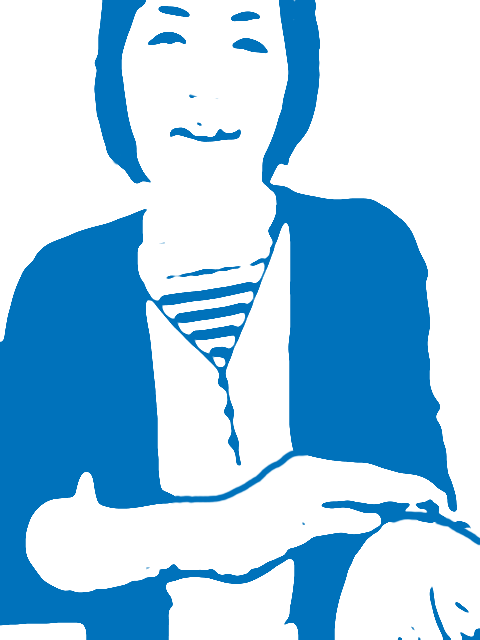
脈をはかる
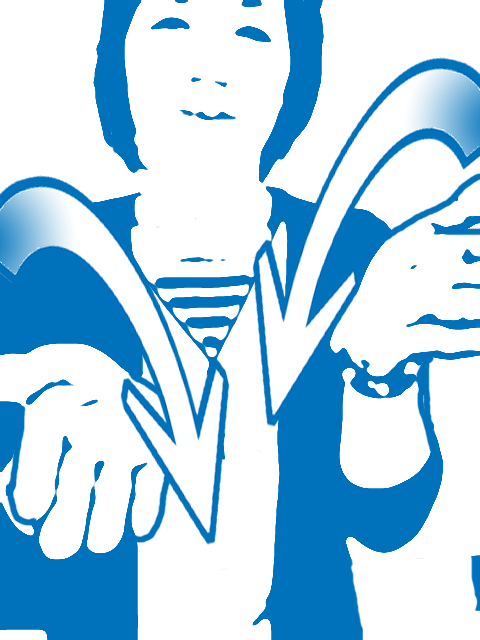
世話をする
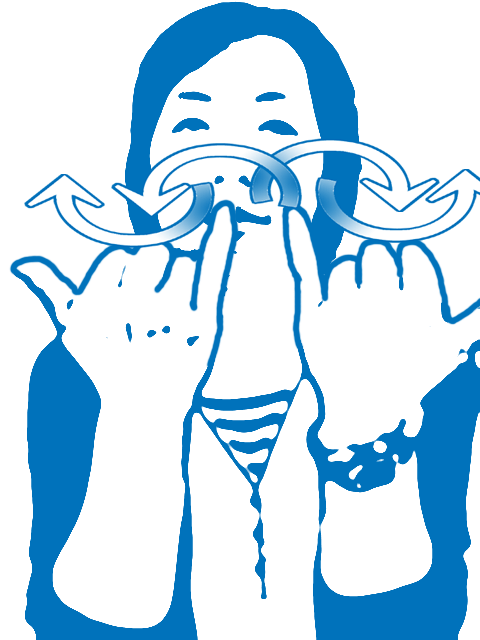
士：看護師‐性別は関係ない。

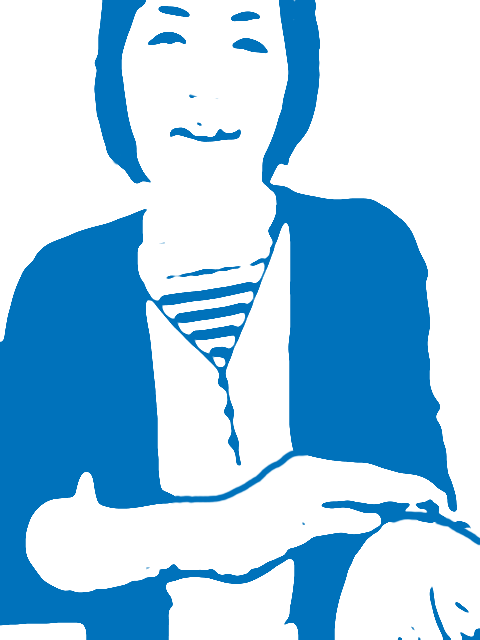
脈をはかる
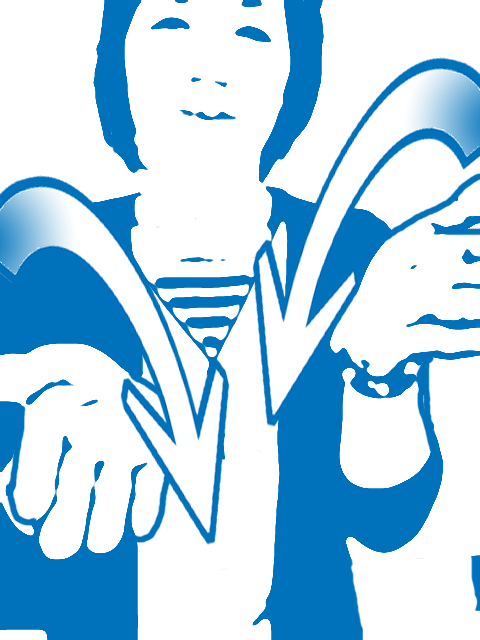
世話をする
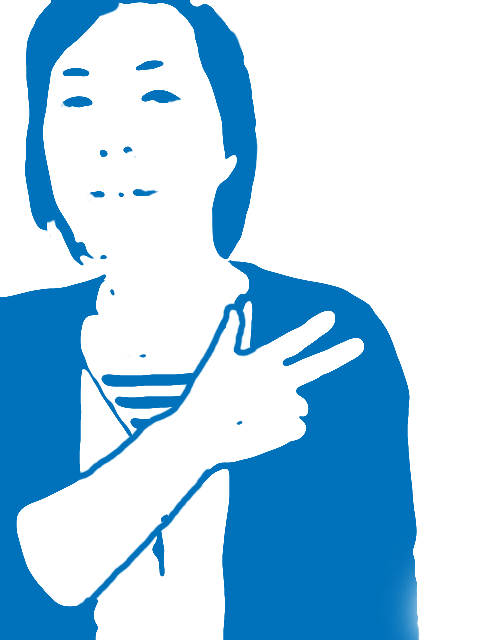
士：看護師‐性別は関係ない。

「通訳者」のように、日本語では性による形態の違いがないものの中にも性の違いを表現するものがある。
「通訳者」の場合
　
画像：通訳　+　女性

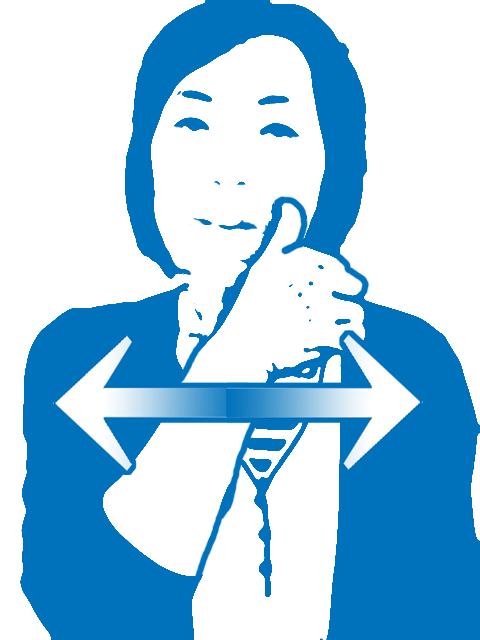
通訳-親指を立て、口の前で左右に動かす。
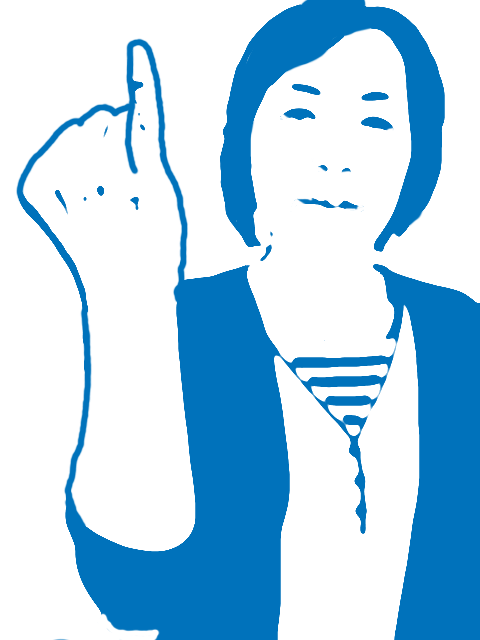
女性：通訳者（女性）

画像：通訳　+　男性
- 通訳
- 男性：通訳者（男性）

画像：通訳　+　人々
- 通訳
- 人々：通訳者（複数）

#### 男性優位傾向
英語のManが一般的な『人』『人間』を意味する場合があるように日本手話においても『男』の手話が『人』『（ある行為の）対象』として用いられる場合がある。以下がその例。
画像：「通う」「助ける」

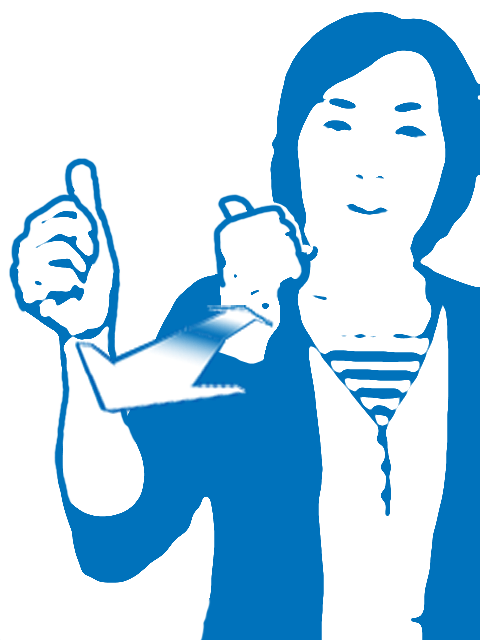
通う-人がいったり来たりする様子。話中の人物が女性でもこの形が用いられる。
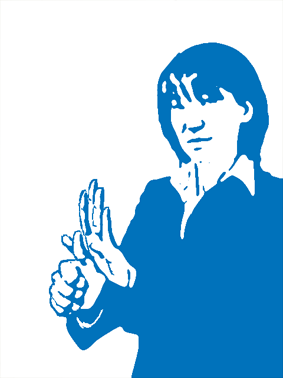
助ける-対象を示す「男」の手話を後ろから押してやる表現。対象となる人物が女性でもこの形が用いられる。まれに女性の形が使われる場合がある。

「通う」は女性や人のCLで表現する場合もあるが、一般的には男性単数の形で表現する。聴者の手話通訳者などがこれに違和感を覚え、女性の手形で表現することがあるが，当のろうコミュニティでは『妹は女子校に通う』という時でも男性単数の形が違和感なく用いられる。
画像：「女子校に通う」

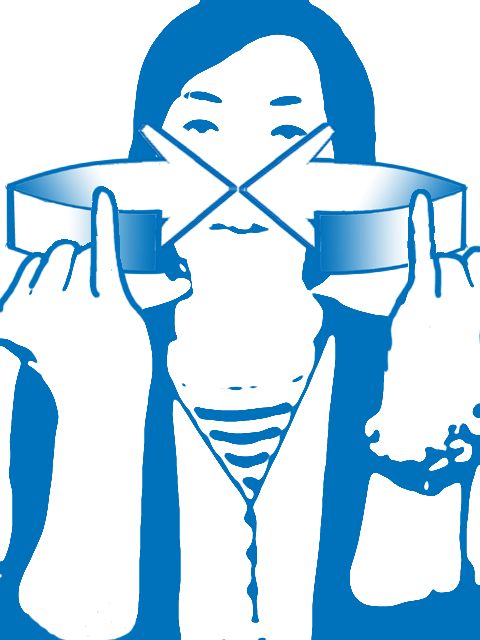
女子
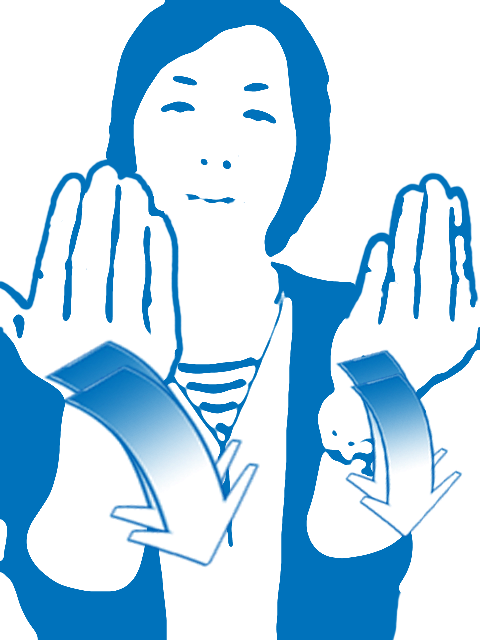
学校-「本」の手話を上下に動かす。
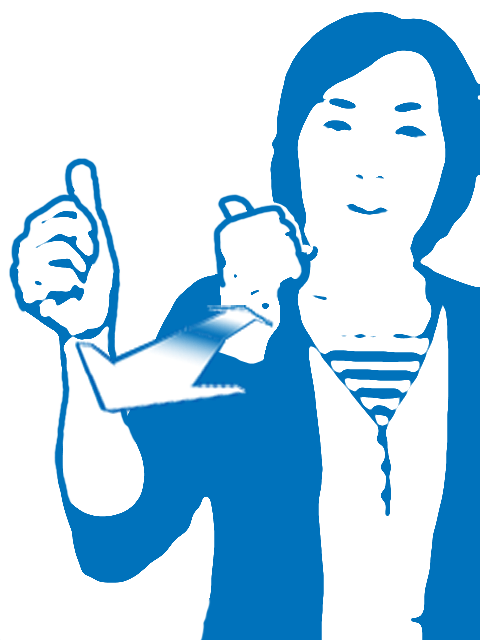
通う（男性）-話中の人物が女性でも男性単数の形が用いられる。

画像：「男子校に通う」

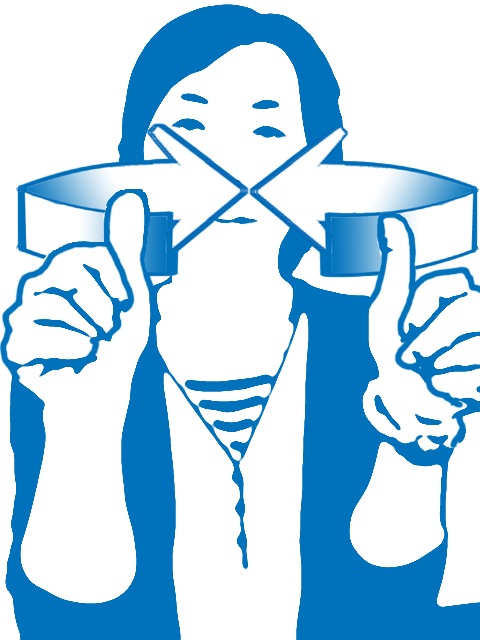
男子
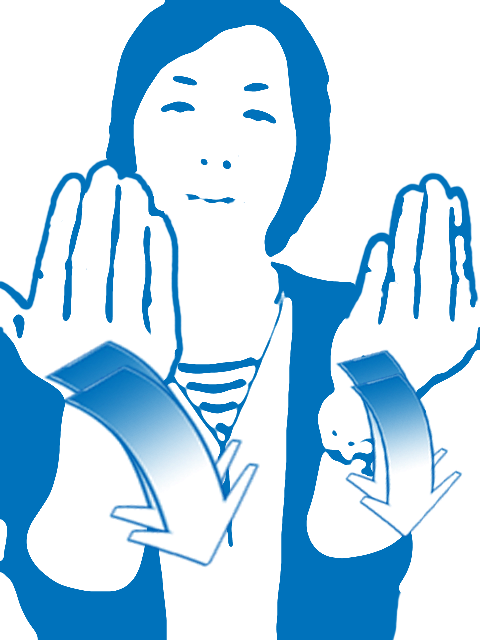
学校-「本」の手話を上下に動かす。
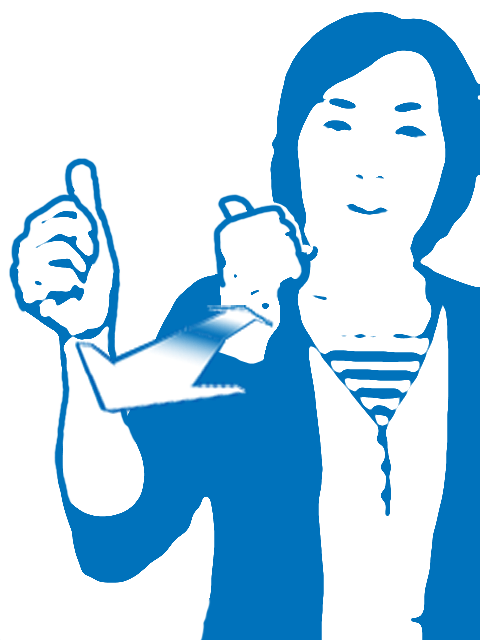
通う（男性）

#### 日本手話の社会学的性差
言語学における性差とは、同じ言語の男性話者と女性話者の表現が客観的に見て明らかな相違を示すことを言う。
たとえば「朗読」の際，朗読者が男性であれ女性であれ，女性の発言は聴衆からは「女性的」と受け止められ，男性の発言の部分を朗読すると「男性の発言だ」と認められることが多い。
日本手話においても性差が認められる。しかし，近代になって音声語の世界がそうであるように「中性化」する傾向も見られる。
手話辞典などでは男性の用いている表現が「標準的」とみなされて掲載され，いわゆる「女性語」は排除される傾向がある。高齢の女性の手話使用者にこの形態（女性語の手話）を見いだすことができる。この女性語の手話表現はたいへん「優雅」で「美しく」「洗練されている感じ」に見え，世代を越えて「魅力的」と評価される。
また手話落語では複数の人物表現の要求から「女性的な」あるいは「男性的な」手話が必要とされ，今後の研究の資料となる可能性を持つ。
下の画像は「遠慮する」の女性語と“辞書型”。

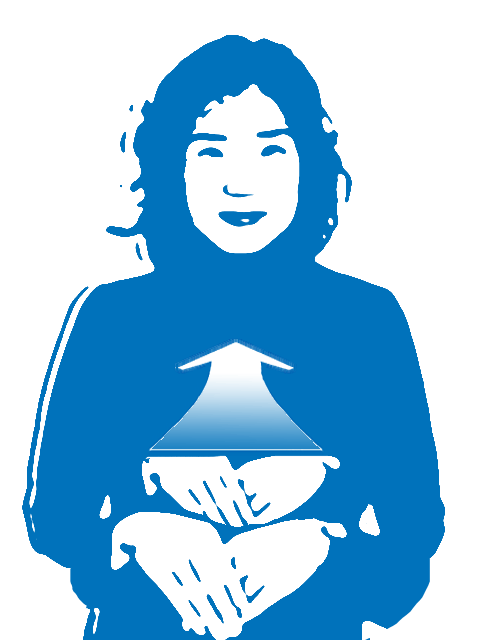
女性語の「遠慮する」：両手を引っ込める仕草。手が上下に重なっている。
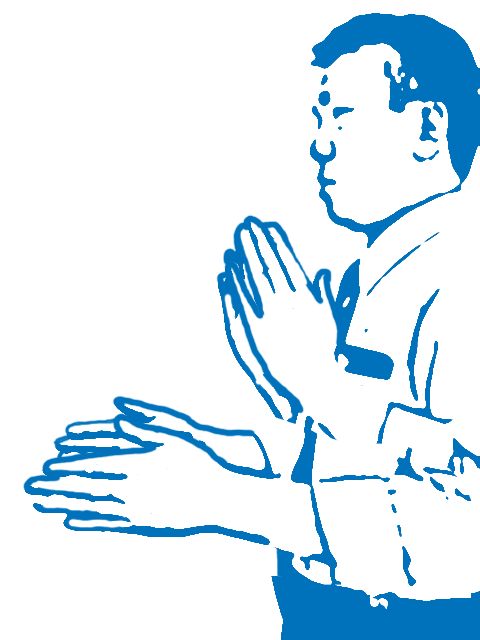
一般的な“辞書型”の「遠慮する」：男性，女性共に用いる。手は向かい合わせて30cmほど離れている。やはり両手を引っ込める仕草。最初の位置からまっすぐ両手を体に引き寄せる表現もある。

下の画像は「おいしい」という意味の三つの手話表現である。

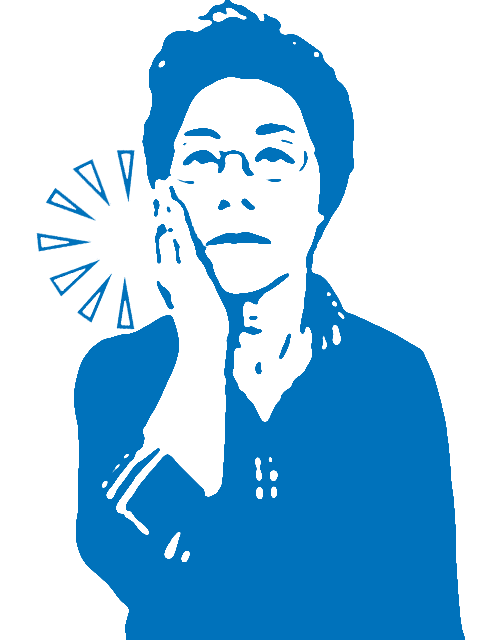
おいしい：一般的な表現。男女ともに用いる。
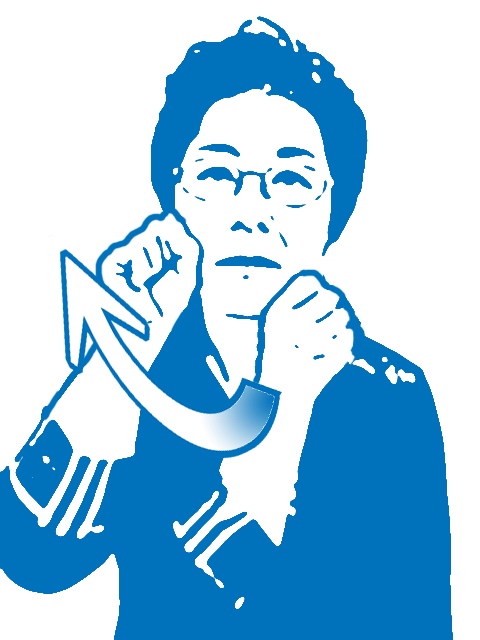
うまい：男性が使う。女性も友人同士などに用いる。“フォーマルな”表現とはみなされない。くだけた感じ。
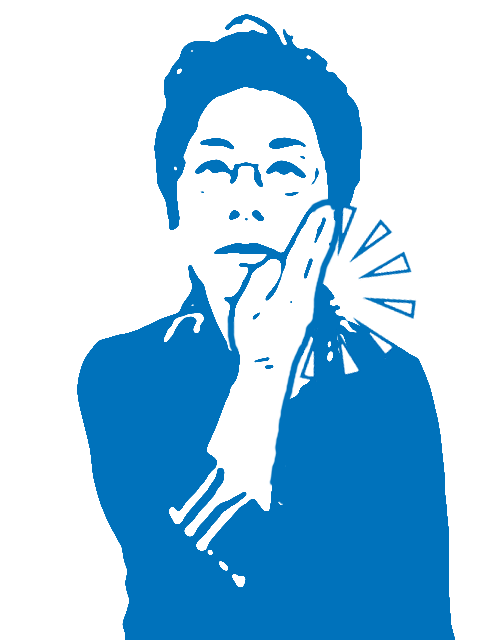
女性語の「おいしいわ」：男性サイナーは特別な時以外はほとんど使わない。女性的な表現と受けとめられる。

### 日本手話における数
言語学における数（すう）とは、語を語形変化させる文法カテゴリーの一つである。
名詞などでは、その語が指示する対象の数量的な相違を表している。例えば、英語でcatと言えば一匹の猫、catsと言えば何匹もの猫を指している。動詞や形容詞などでは、その主語や被修飾語などの名詞が指す対象の数量的な相違を表す。例えば、ラテン語で、amatは「彼/彼女は愛する」（主語は一人）であるが、amantは「彼ら/彼女らは愛する」（主語は二人以上）である。
指示対象の数量が1であるものを単数、それ以上であるものを複数と呼んでいる。また言語によっては、単数・複数以外に、2をあらわすのに特別な形式をもつものがあり、これを双数（あるいは両数）と呼んでいる。双数は主に、目・耳・腕・足など、1対になっているものに用いる。双数を有する言語の代表例はアラビア語である。
音声日本語では名詞の複数を表す「たち」「ら」「ども」といった接尾辞がある。しかし、英語と異なり、「猫たち」といっても，猫を含めて他の動物が一緒に複数いることを表す場合もある。そのため「山田君たち」という表現が成立し、それは何人もの山田君がいるのではなく、山田君を代表とする幾人かの人々がいることを示している。つまりこれら接尾辞は、文法上の数を表現するものではない。また，一般には無生物には用いられない。そのほか、「人々」「山々」「国々」など名詞を反復する言い方もあるが、これも特定の名詞にしか用いられず、「机々」などとは言わない。このように音声日本語には、文法上の数は存在しないとされる。
日本手話においても文法上の数は存在しないと見られている。しかし音声日本語と同様，名詞の複数を示す「〜たち」という接尾辞があり音声日本語とほぼ同じ働きを示す。くわえて同種のものが複数という意味の「〜いろいろ」という接尾辞の使用も確認されている。これは「トンカチ」+「のこぎり」+「〜いろいろ」とすると「道具」。「うどん」+「ラーメン」+「〜いろいろ」とすると「麺類」となり，同種の物が属する上位概念を表す際に用いられている。
画像：日本手話の接尾辞「〜たち」「〜いろいろ」

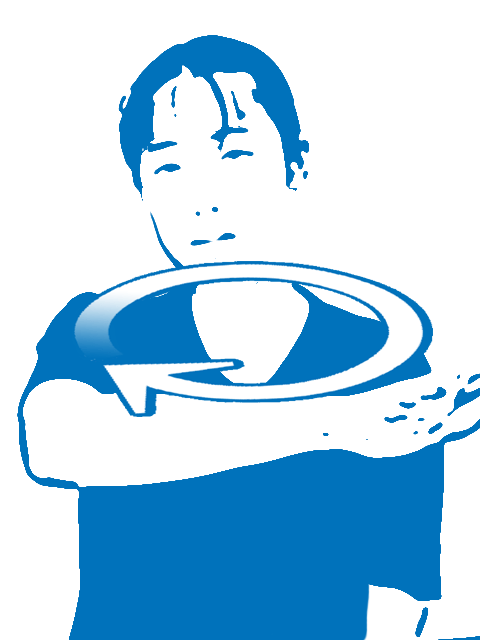
〜たち：複数ある物を示す。「男」+「〜たち」で「彼ら」。「家」+「〜たち」では「それらの家」。
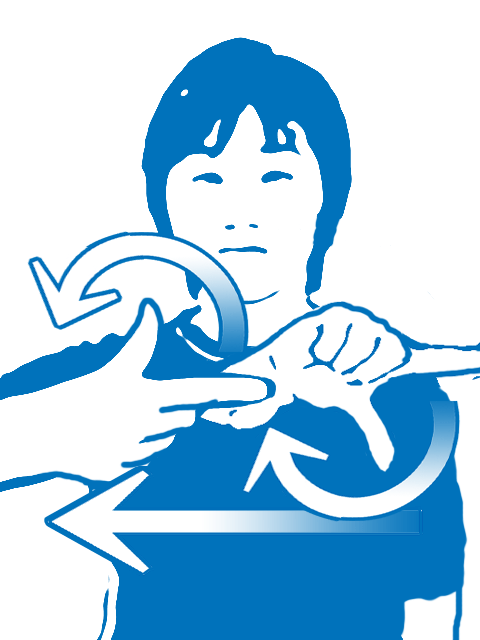
〜いろいろ：同種の物が複数あることを示す。「ピアノ」+「バイオリン」+「〜いろいろ」で「楽器」。「食べる」+「いろいろ」で「食物」など。

CL構文において単数形，全数形などの「ふるまい」を示すいくつかの表現が知られているが，文法上の「数（すう）」を規定すると言える程度のものかどうかは同定されていない。以下はそのいくつかの例で，「会う」，「同じ」，「一致」という手話の解説である。
下の画像はCL構文の際に見られる「会う」という手話の変化の様子を示したものである。「会う1と1」はいわば“ニュートラル”で単数，複数形共に用いられる。たとえば，「彼と会う」というときも「みんなに会う」というときも用いられる。
しかし，「会う1と2」，「会う1と3」，「会う1と4」は非利き手で示される数に正確に対応する数の者と会うことが規定される。つまりこれらの表現はかならず，「一人と二人が会う」，「一人と三人が会う」，「一人と四人が会う」となる。
一方「会う1と5」は「全数形」で「一人と五人が会う」ではなく「一人とグループ全体が会う」と理解される。そのため「加わる」，「（卒業，結婚）式」という手話はこの形が用いられている。つまり「グループに加わる」，「グループとして式を行う」という概念が反映されている。
画像：日本手話の「会う」のCL構文中の変化。

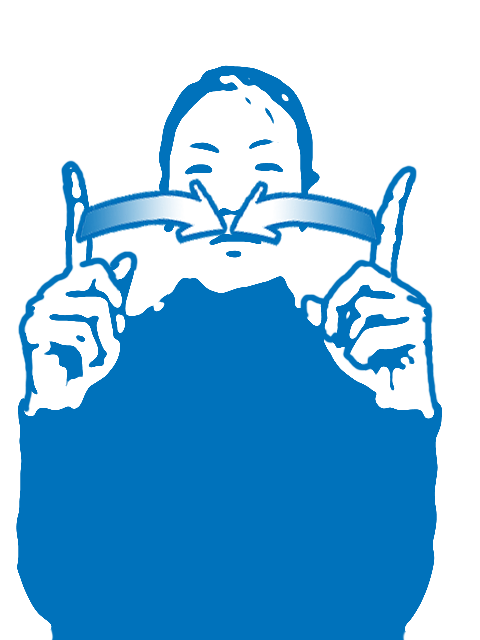
会う：この形は一般的な（辞書型の）「会う」。対象が単数でも複数でも用いられる。CL構文になると「一人と一人が会う」と理解される。
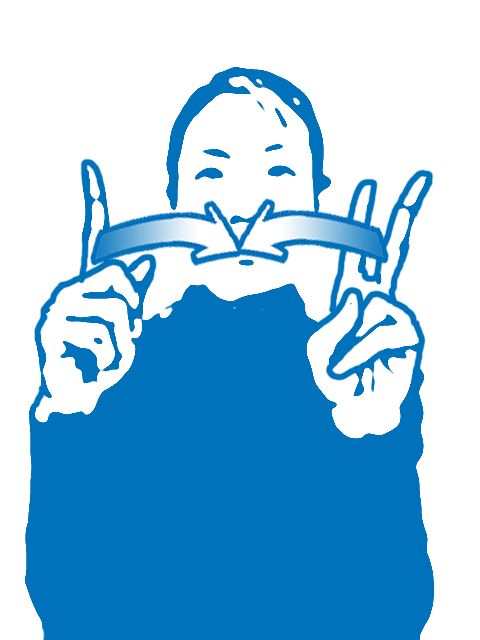
会う1と2：CL構文の「一人と二人が会う」。
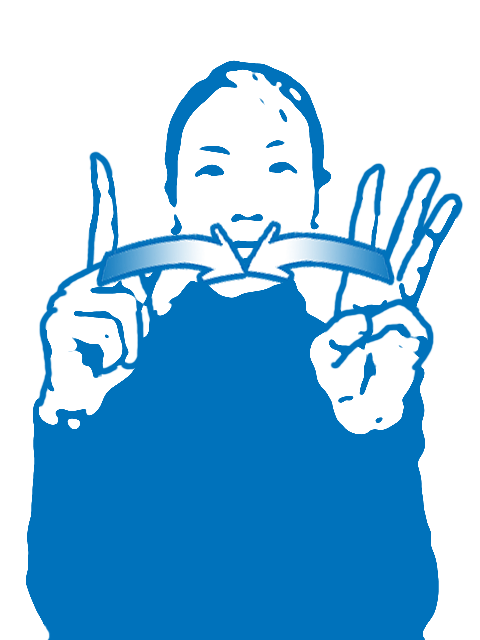
会う1と3：CL構文の「一人と三人が会う」。
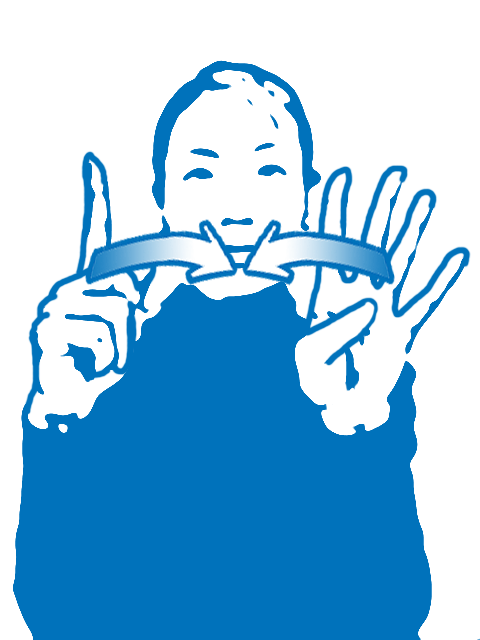
会う1と4：CL構文の「一人と四人が会う」。
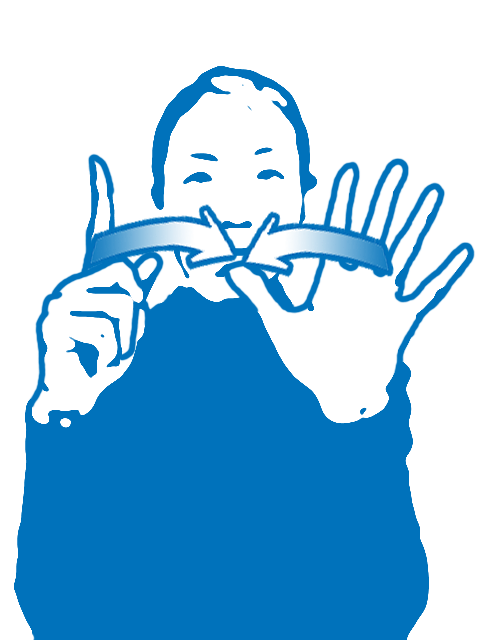
会う1と5（全数形）：CL構文の「一人とグループが会う」。
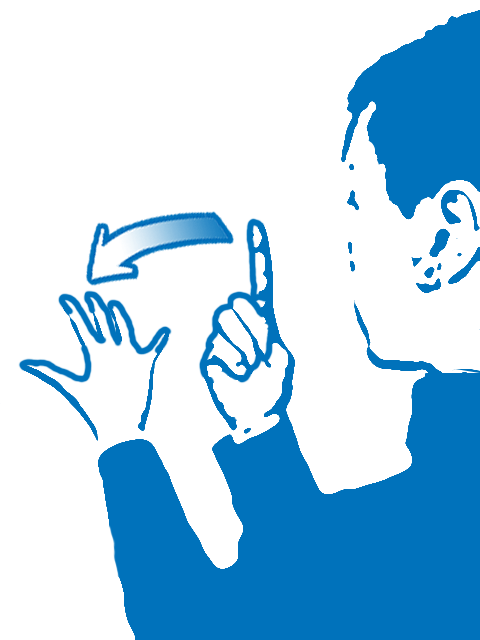
加わる：グループの中に自分が入るという形になっている。
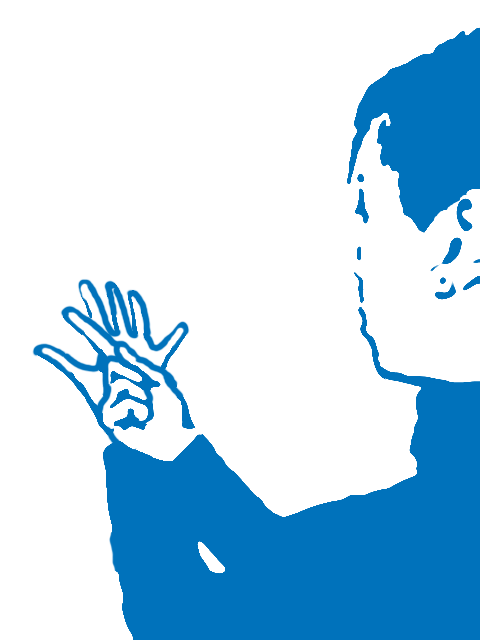
加わる（つづき）5人の中に加わるという意味では用いられない。
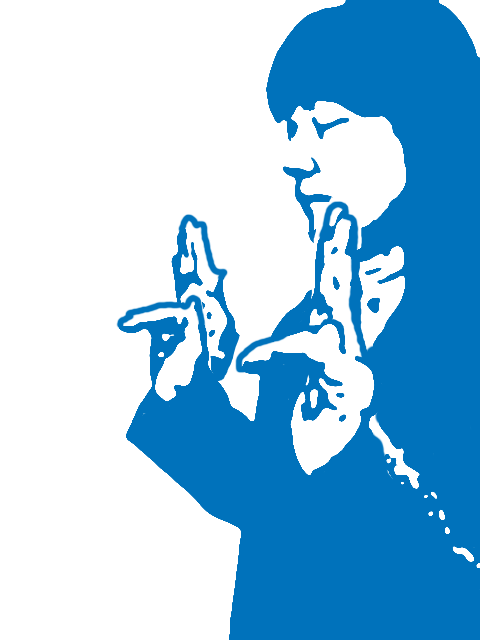
〜式：立てられた指は「人」を表し，いっせいにお辞儀をする様子が示されている。このとき10人の者がお辞儀をするという意味ではなく，「集合した全体」がお辞儀をするという意味で，やはり「五指＝全数形」とみなすことができる。

下の画像は「同じ」「一致」「作る」という手話である。この表現だけでは説明される主語が単数なのか複数なのかははっきりしない。ところが，下段のように地面に平行に円の軌跡を描いて「同じ」「一致」「作る」と示される時，必ず主語は複数形であることが前提となる。つまり，この形を見れば対象が伏せられていても「たくさんの〜」「多くの〜」の事だと了解できるという意味である。

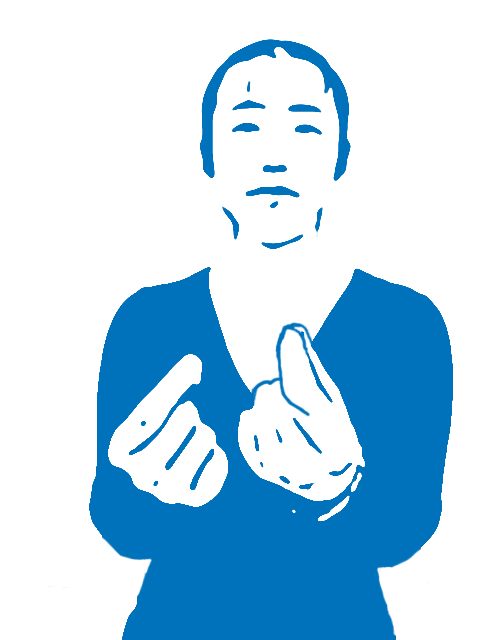
同じ：数についてはニュートラルで単数，複数どちらにでも用いる。
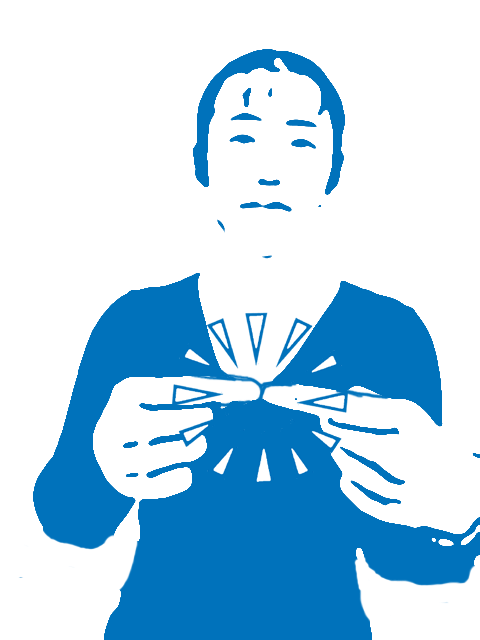
一致：数についてはニュートラルで単数，複数どちらにでも用いる。
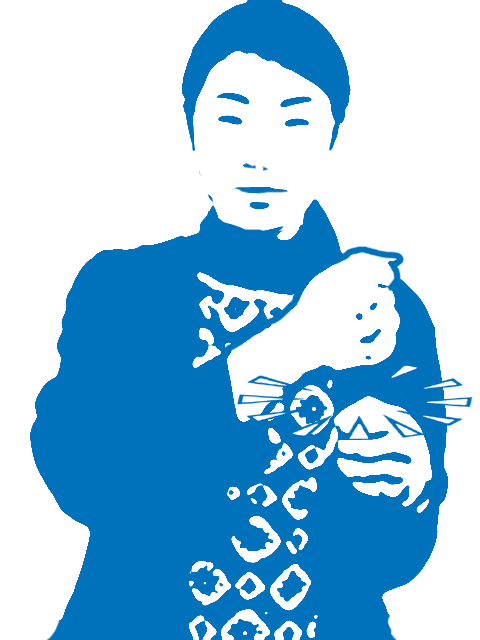
作る：数についてはニュートラルで単数，複数どちらにでも用いる。

画像：複数のものを示す述語「同じ」「一致」「作る」。

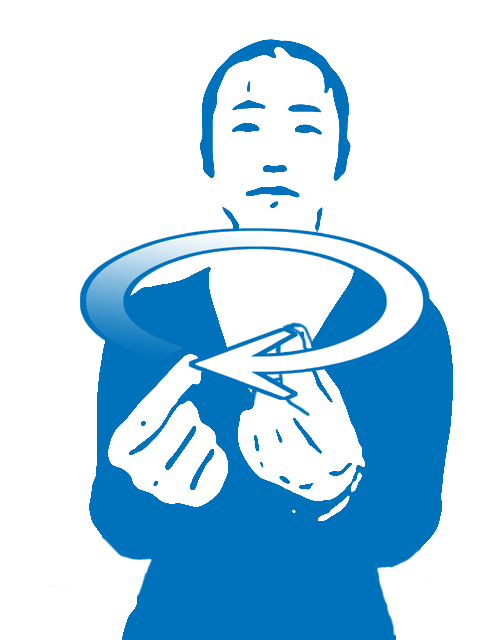
（複数の物が）同じ：
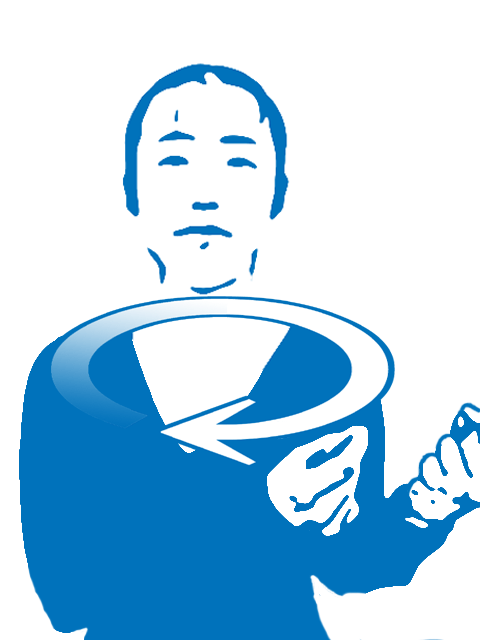
（続き）
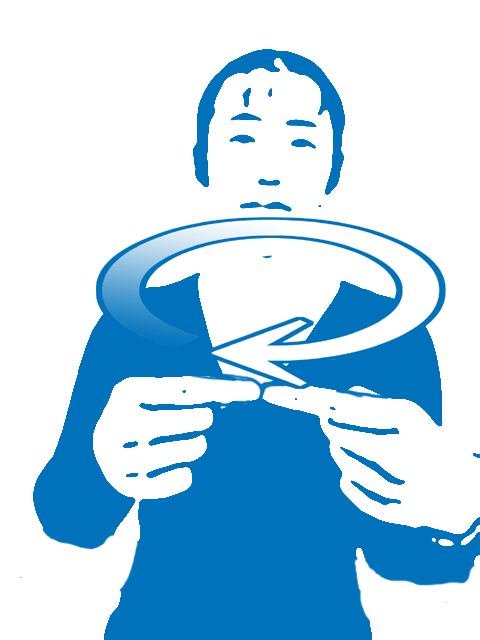
（複数の物が）一致している：
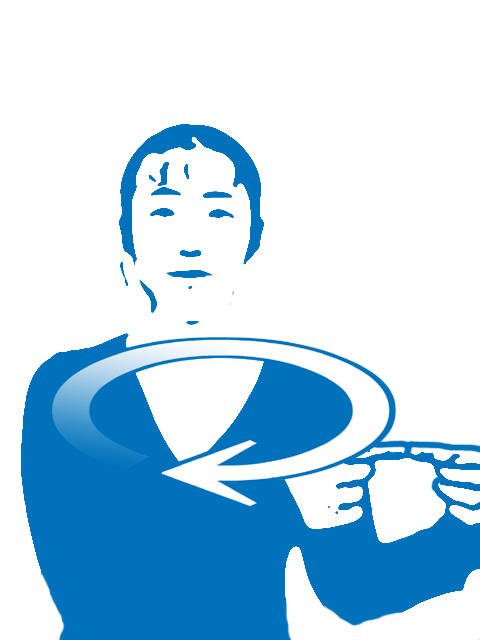
（続き）
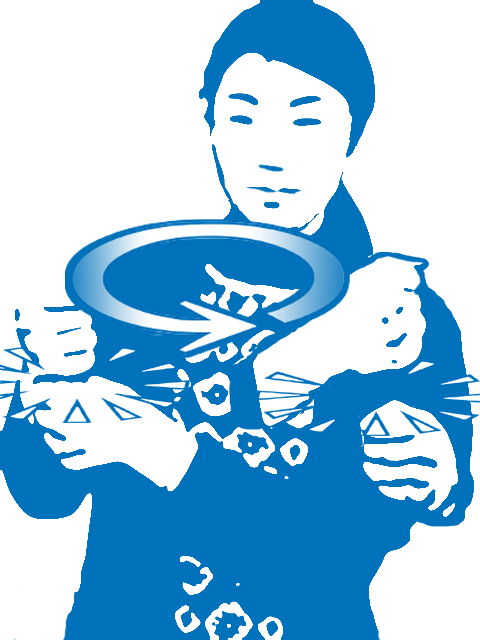
（複数の物を）作る：

## その他の表現
日本手話の英訳を省略した「JSL」は、アメリカ手話のアルファベット指文字でJSLと一字ずつ表す。ただし、この表現が日本手話を第一言語とする者の会話で使われることは少ない。
日本手話の会話で「日本手話」を指す際は、両手でL字型を作って向かい合わせて、手首から互い違いに降る表現が使われる。
一時期、海外の手話研究者の発案で、英語論文ではNS (Nihon Shuwa)という表記が使われていた時期があった。しかし日本ではローマ字アルファベットが日常的に用いられていないため、NS表記に対してはろう当事者からも違和感が表明されるなどの経緯があり、現在ではJSLが広く使われている。

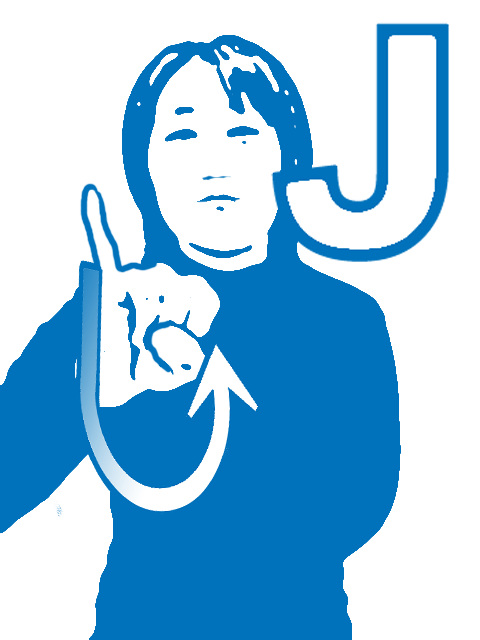
アメリカ手話のJ
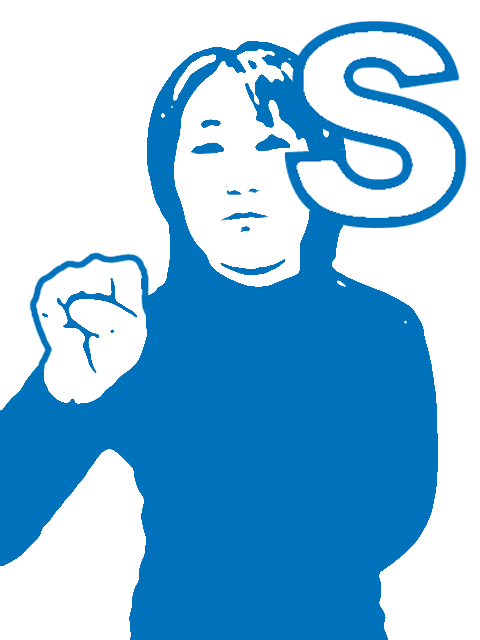
アメリカ手話のS
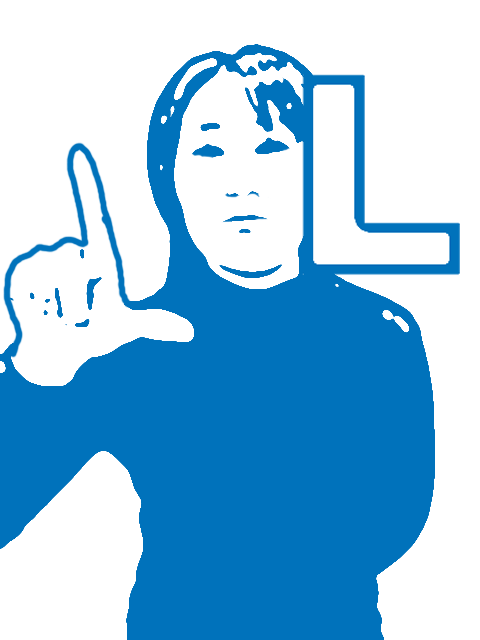
アメリカ手話のL

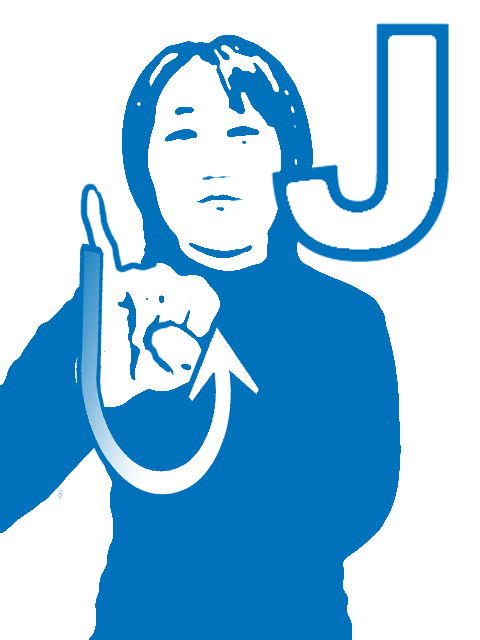
日本手話のJ:米指文字の「J」と同じ。
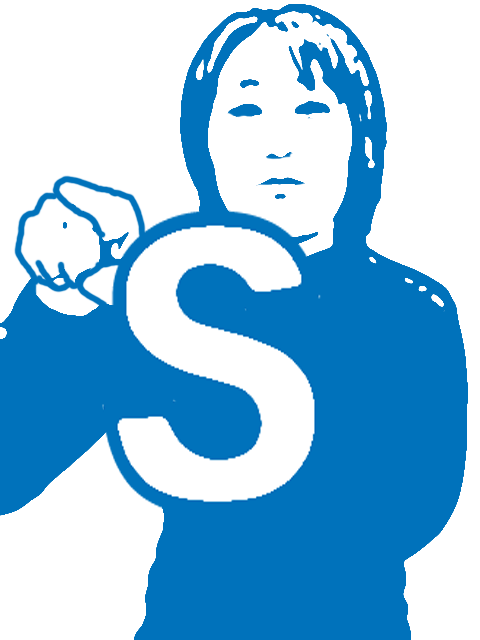
日本手話のS:「S」を空書する。
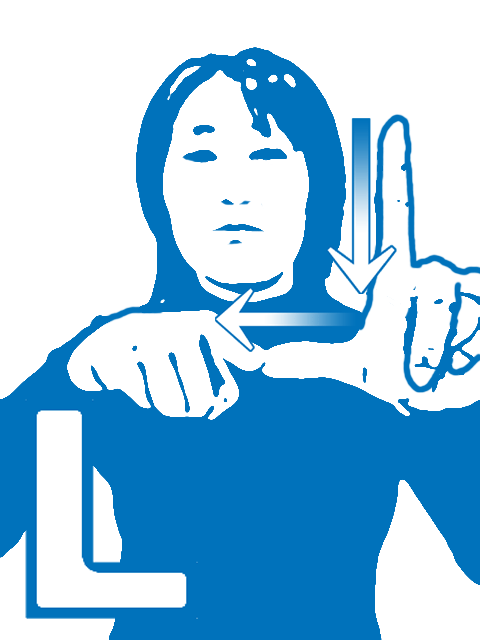
日本手話のL:「L」反対の指でなぞる。日本指文字の「れ」でないことを示すため。

NHKの手話ニュースにおいてかつて聴者キャスターが用いていた表現（日本語をおりまぜる表現）は文法的に見て日本手話とは異なるとされていた。しかし、1990年代後半より、最近ではろう者のキャスターが日本手話でニュースを伝える形式に変更された。 
2018年度より、NHKみんなの手話も、日本手話を主とした扱う内容に一新された（番組テキスト18年度～19年度「監修者あいさつ」による）。なお、同局の「中途失聴者・難聴者のためのワンポイント手話」では、日本語対応手話が使用されている。